# ヴォルフラム・フォン・エッシェンバッハ

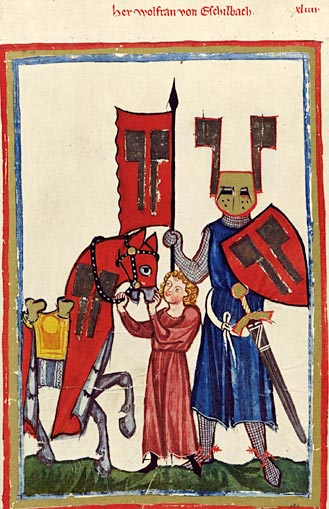
ヴォルフラム・フォン・エッシェンバッハ（マネッセ写本）

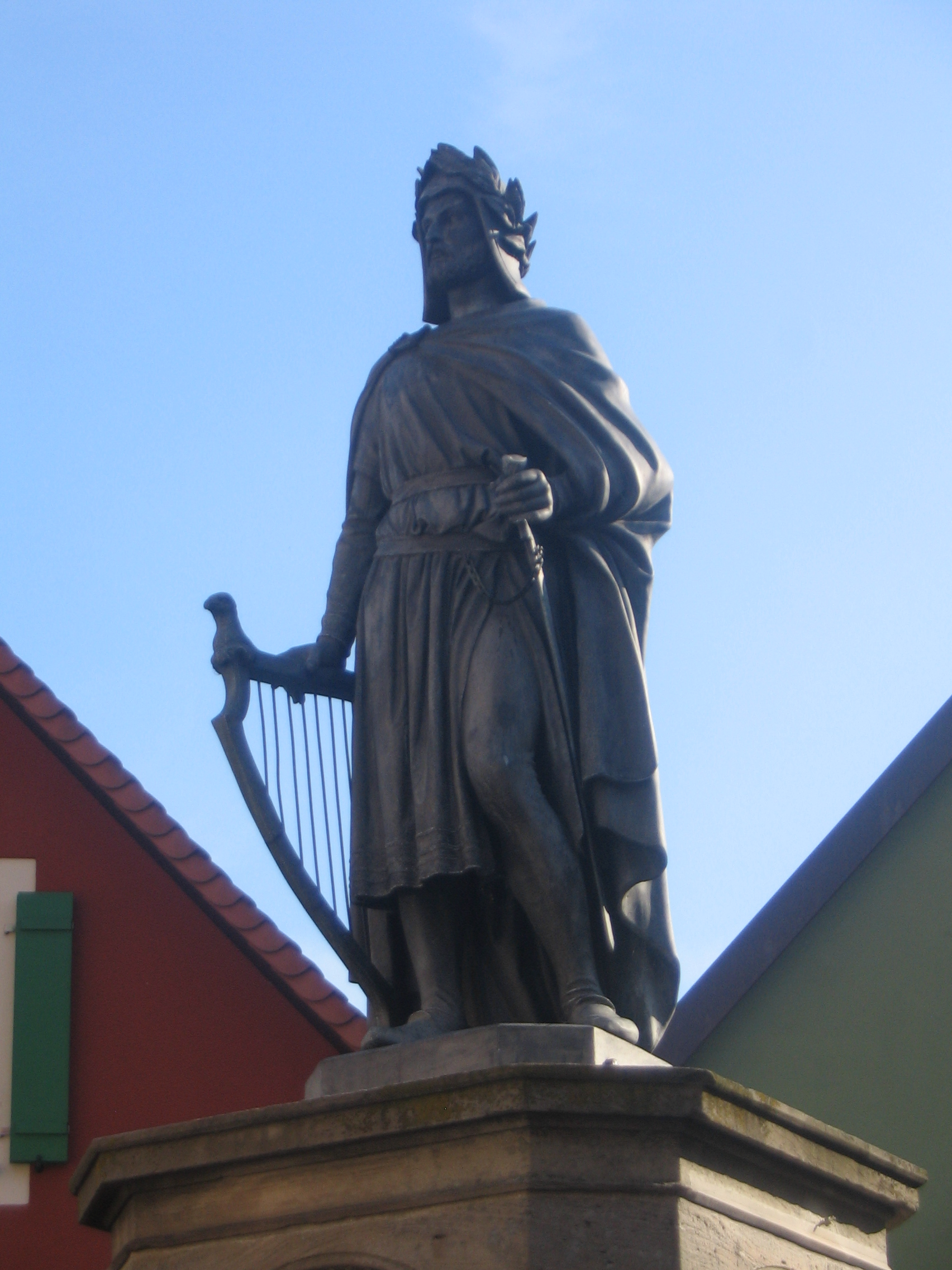
ヴォルフラムス＝エッシェンバッハにある記念碑。1861年除幕、マクシミリアン2世(バイエルン王)により建立

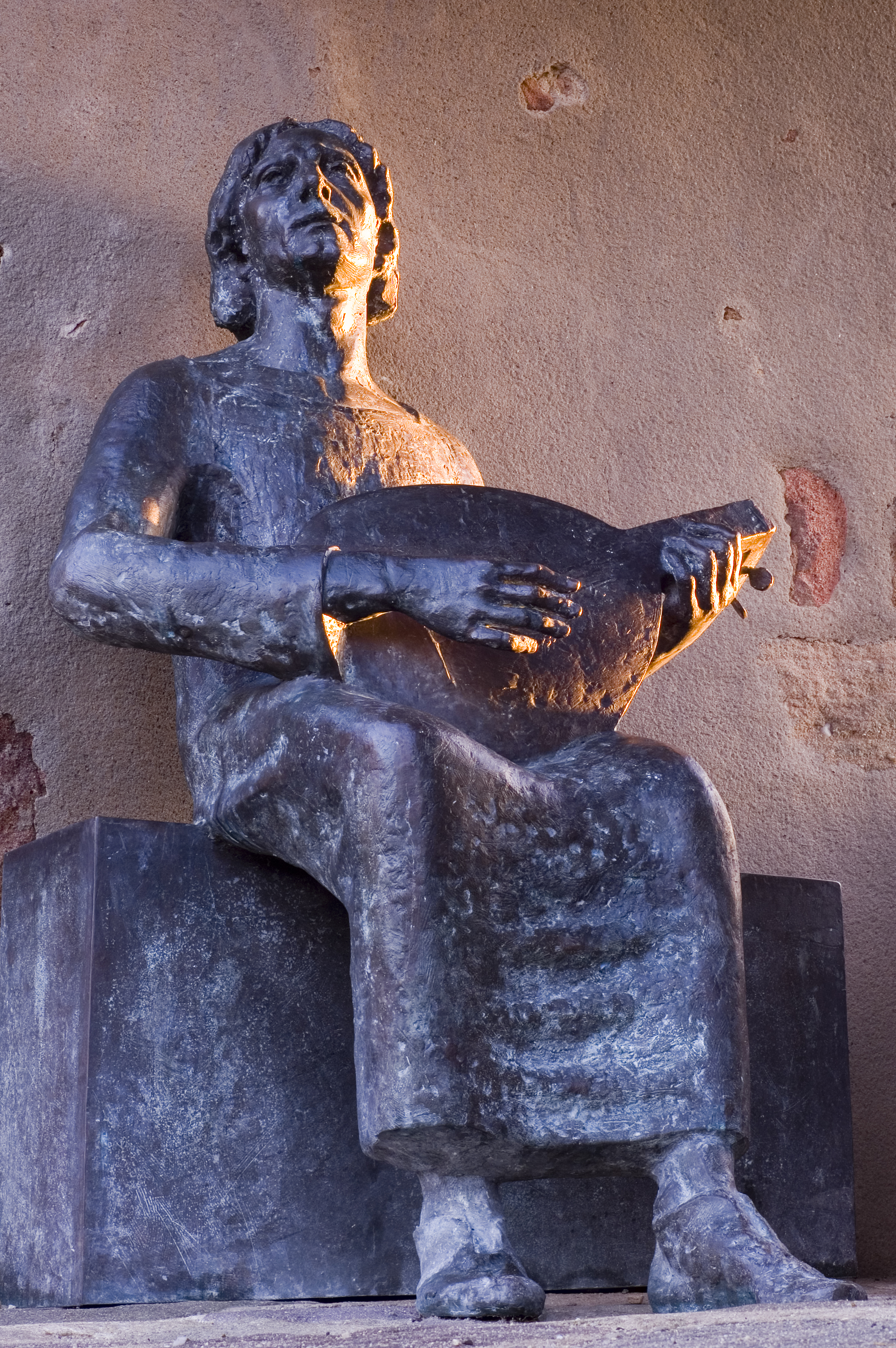
アーベンベルク城にあるヴォルフラムの像

ヴォルフラム・フォン・エッシェンバッハ（Wolfram von Eschenbach, 1160年/1180年頃 - 1220年頃またはそれ以降）は、中世ドイツの詩人。ニーベルンゲンの歌とともに中世ドイツ文学の最も重要な叙事的作品とされる『パルチヴァール』または『パルツィヴァール』（ドイツ語: Parzival）は彼によるものである。叙事詩の他の2作品、十字軍文学でありながら「寛容の精神」を訴える『ヴィレハルム』と若い男女の瑞々しい恋を悲劇の予感を漂わせながら描写する『ティトゥレル』も魅力的である。また、ミンネザングの歌人として、写本によって伝えられた作品の数は少ないが、極めて優れた抒情詩も残している。
なお、詩人名がエッシェンバハと表記されることもある。

## 生涯

### 作者の生没年・出身地・身分・教養
ヴォルフラム・フォン・エッシェンバッハは当時の人々にとって、また現在の研究者にとっても中世盛期ドイツの最も重要な詩人とされている。著した作品は、叙事詩『パルチヴァール』『ヴィレハルム』『ティトゥレル』および叙情詩である。
伝記的記録としての史料は残されていない。これは同時代のハルトマン・フォン・アウエやゴットフリート・フォン・シュトラースブルクにおいても同様である。伝記的事実については、もっぱら詩人自身の作品および後世の詩人の記述に拠って推測するほかない。『パルチヴァール』の成立が13世紀冒頭、『ヴィレハルム』と『ティトゥレル』が13世紀10年代と考えられるので、それらによって生没年を推定できるだけである。
出身地はニュルンベルクの南西36キロ、今日のヴォルフラムス＝エッシェンバッハと見なされている。現在その小さな町には、バイエルン国王マクシミリアン2世 によって建立されたヴォルフラムの立像（1861年5月1日除幕）と1995年に開館した記念の博物館 Museum Wolfram von Eschenbach が存在している。
身分や学問的素養についても確かな事は分かっていない。『パルチヴァール』で「楯とる職が私の本務である」（あるいは「楯とる職が私の世襲の身分だ」）と称していることなどから、低位であれ騎士であったと思われるが、後世の詩人が「高貴な騎士」と称えるほど高位の身分であったかは疑わしい。もっとも、「楯とる職が私の本務である」についても、ヴォルフラムが主要登場人物のイデオロギーを自分のものとして騎士物語（Ritterroman）の作者（Romanautor）であると自己紹介したものと解釈する研究者（Nellmann）、あるいは、いわゆる正規の教育を受けた人の文学に対抗する姿勢（Zeugnis der literarischen Polemik gegen die gebildete Klerikerdichtung）を打ち出したものと解釈する研究者（Bumke）もいる。
『パルチヴァール』では、「私は一文字も知らない」、『ヴィレハルム』でも、「書物に書いてあることからは何ひとつ学んでいません」と述べているが、これらの文言によって、ヴォルフラムは文盲であったとか、無教養であったとかと考えるべきではない。むしろこれは、自信を秘めた「装われた謙遜」と解すべきで、学才と教養を誇り、フランス語（やラテン語）の原典を忠実に翻訳してドイツ語の文芸作品を物する、そうした信条のハルトマンらとは異なり、謙遜に見える言辞の前後に示されたように、原典の一字一句にとらわれず、己の知恵を傾けて自由に物語を語る覚悟を、ヴォルフラム流に表明したものであろう。ヴォルフラムが当時の学問上の知識を包括的に身につけていたことは明らかである。彼の作品にはあらゆる分野（博物学、地理学、医学、天文学など）で専門的に扱われるさまざまな知識や、神学的考察がふんだんに盛り込まれている。また、同時代の古フランス語とフランス文学にも通じていたと思われる。

### 有力な後援者と滞在地
ヴォルフラムは作品の記述から生涯をとおしていくつかの宮廷に仕えていたと推測されている。
『ヴィレハルム』の冒頭では、原典の仲介者（多分、作者のパトロン）として、テューリンゲン方伯ヘルマン1世が紹介され、作品末尾近くでも、方伯への言及（おそらく故人として）がなされている。そして、『パルチヴァール』にも、ヘルマンの宮廷にヴォルフラムが滞在したことを示唆する記述がある。ヘルマン1世は、「詩文の最初の枝をドイツ語の畑に接ぎ木した」ハインリヒ・フォン・フェルデケ (Heinrich von Veldeke) やドイツ中世最大のミンネゼンガーであるヴァルター・フォン・デア・フォーゲルヴァイデのパトロンでもあったように、当時の文芸の保護者であった。後に、方伯の宮廷を舞台に「ヴァルトブルクの歌合戦」が行われたとの伝説が生まれ、後代リヒャルト・ワーグナーがこの伝説をもとにしてオペラ『タンホイザー』を作曲したことはよく知られている。このヘルマン1世のテューリンゲン方伯領取得が1190年、死去は1217年4月25日である（それゆえ、『ヴィレハルム』成立は1210年代とされている）。
ヘルマン1世の他には、『パルチヴァール』の聖杯城と関連付けられることの多いオーデンヴァルトのヴィルデンベルク城が、ドゥルネ家の所有であったので、ドゥルン男爵家とのつながりが推測されている。また、同じ『パルチヴァール』で「私の主人ヴェルトハイム伯」（mîn hêrre der grâf von Wertheim）とヴェルトハイム伯爵家が言及されている。しかも異本では「ヴェルトハイム伯ポッペ」（grâve Poppe von Wertheim）とある。これはヴェルトハイム伯ポッペ1世ないし2世のことで、前者は1165-1212年の文書に、後者は1183-1237年の文書に登場する。やはりこの家もヴォルフラムの主君ないし支援者であったと思われる。ヴェルトハイム伯家はマイン川中流域とタウバー川地帯に広大な所領を有し、ヴォルフラムの故郷とされるエッシェンバッハにも土地を所有していたので、ヴォルフラムのキャリアはヴェルトハイム伯ポッポへの奉仕として開始された、とする推測（Bumke）がなされている。ヴィルデンブルク城を建設したルーペルト・フォン・ドゥルネの名前はヴェルトハイム伯ポッポやフランドル伯フィリップの名前とともにハインリヒ6世が1190年に発した文書に証人として記されているので、フィリップがルーペルトとポッポにクレティアン・ド・トロワの『ペルスヴァルまたは聖杯の物語』を紹介し、この作品に関心をもったルーペルトとポッポはこれのドイツ訳をヴォルルラムに託したかもしれないという魅力的な推測（Heinzle）もされている。
さらに、トリューエンディンゲンに居城を有していた男爵家（Das Geschlecht der Freiherren von Trühendingen）とアーベンベルクの伯爵家も支援者と推測する研究者もいる。これら4家は、1192年の皇帝証書に証人として名が挙がっている。

#### 他の滞在地
レーゲンスブルクから西に約75㎞のドルンシュタインとレーゲンスブルクから北東に約60㎞のカーム (Cham) に近い高地ハイトシュタイン (Haidstein)も『パルチヴァール』に言及されている。
『パルチヴァール』中に詳しい地理情報が示されているので、ヴォルフラムの旅行先の候補地に挙げられているのが、かつてシュタイアーマルクの一部であったスロベニアのツェリエ、ドナチュカ・ゴーラ、ドラウ川などである。
また、『パルチヴァール』の後にヴォルフラムが取り組んだ『ヴィレハルム』では、ネルトリンゲンや、そこからそう遠くないヴィルグントの森 (Virgunt) が言及されているので、詩人は故郷に錦を飾る「公演旅行」に出かけたと推測されている。

## 作品

### パルチヴァール
現在ヴォルフラムの最も有名な作品として認められているのは『パルチヴァール』であり、これはそもそも中世ドイツの最も重要な宮廷叙事詩と位置づけられている。また、ドイツ語で書かれた聖杯伝説をテーマとする最初の作品である。この作品で描かれているのは、2人の主人公の物語である。まずは、当然のことながら、題名主人公の物語で、パルチヴァールの両親の生涯から始まり、パルチヴァールの誕生、幼少期、続く円卓の騎士の時代を経て「聖杯王」になるまでが描かれる。そしてもう一方は、アルトゥース（アーサー）王の円卓の騎士の華、ガーヴァーン（ガウェイン）の物語である。
『パルチヴァール』執筆にあたってヴォルフラムは主要部分をクレティアン・ド・トロワの作品『ペルスヴァルまたは聖杯の物語』（仏: Perceval ou le Conte du Graal）に依拠しているが、彼の作品は『ペルスヴァル-』を部分的に、かなり自由に翻案している。もっとも、クレティアンの作品は完結した作品ではなく、ゴーヴァン（ガーヴァーン）の物語のところで中断している。ヴォルフラムの作品の結末部（ガーヴァーン物語の結末、パルチヴァールの異母兄フェイレフィース、そしてパルチヴァールの聖杯王への任命）、および冒頭部（パルチヴァールの両親の物語）については、彼が依拠した作品・資料が特定できないためもあり、一般的にはヴォルフラムがこの部分の原著者であると考えられている。
ところで、ヴォルフラム自身は『パルチヴァール』の中で、クレティアンは「物語を正確に伝えていない」と非難し、自分は、キオート (Kyôt) という名のプロヴァンスの詩人が「原典で読んだ通りにあなた方にお話しする」と表明している。今日ではしかし、このキオートも実在の人物ではなく、ヴォルフラムの創作であると考えられている。

#### 梗概と構成
第1巻　プロローグ　ガハムレトとベラカーネ (1-58)
プロローグとパルチヴァールの父の物語。アンショウヴェ（アンジュー）王ガンディーンの死後、次男ガハムレトは冒険を求めて東方へ旅立ち、バルダクのバルク（バグダードのカリフ）に仕えて誉を得る。後ツァツァマンクの城にやって来る。折しもこの国の女王、黒人のベラカーネはイゼンハルトの求婚を拒んだために、敵軍に攻囲されていた。ガハムレトは女王の請いを入れて戦い、敵側の3人の領主ヒューテゲール、ガシエル、ラツァリークを含む24人の騎士を倒し、女王とその国を手に入れる。しかしなおも冒険心にかられ、ひそかに船でシビリエ（スペインのセビリア）に向かう。ベラカーネは悲嘆の内に一子を産む。カササギのように白と黒の斑の肌をしたその男児は、フェイレフィースと名付けられる。物語の主人公パルチヴァールの異母兄である。
第2巻　ガハムレトとヘルツェロイデ (59-116)
ガハムレトの第二の妻ヘルツェロイデの物語。ガハムレトはスペインのドーレト（トレド）に赴く。その地の王であるいとこのカイレトに会おうとしたのだが、カイレトは戦いを求めて旅に出ていた。その後を追って彼はヴァーレイス（ヴァロワ）の国にやって来る。この国の女王ヘルツェロイデは槍試合を催し、その勝者を自分の夫に選び、二つの国（ヴァーレイスとノルガールス）を与えると約束していた。ガハムレトはハルディース、レヘリーン、シャフィルロール、ブランデリデリーンらの勇士を打ち負かして勝者になる。先の黒人の女王ベラカーネを忘れかね、またフランスの女王アンプフリーゼの強い申し出を受けて迷うが、裁判の裁定に従いヘルツェロイデの夫となる。休むことを知らぬガハムレトはふたたびバルクへの奉仕に赴き、敵と戦い命を落とす。妻のヘルツェロイデは深い悲しみの内に男子パルチヴァールを産む。物語の前史はこれで終わる。　
第3巻　パルチヴァールの少年時代 (116-179)
ガハムレトの死後ヘルツェロイデは、息子を騎士の社会から遠ざけるために、人里離れたゾルターネの森に移り住む。少年はある日騎士の一行に出会い、これこそ母の言う神であると思い、祈りの言葉を投げかける。相手が自分らは神ではなく騎士であると告げると、少年は騎士に憧れの気持ちを抱き、アルトゥース（アーサー）の許に行かせてくれと母にせがむ。やむなく母は4つの教えを授け、道化服を着せて息子を世に送り出すが、その直後に死ぬ。母の教えを表面的に理解した少年は、旅の途次、エシューテ夫人に口づけをし、その指輪を奪う。このため夫人は夫オリルスにあらぬ疑いをかけられることになる。次に、恋人の屍を抱いたジグーネと出逢い、自分の名前と素姓を教えられる。ようやくアルトゥース王の宮廷に着き、王の敵対者である「赤い騎士」ことイテールを投げ槍で殺し、その甲冑を身にまとう。念願の騎士になった少年は、白髪の人に教えを請えとの母の教え通り、老騎士グルネマンツの許で騎士道を修め、みだりに質問をしないようにと教えられる。師は若い騎士を娘のリアーセと結びつけようとするが、パルチヴァールはその申し出を退けて旅を続ける。
第4巻　パルチヴァールとコンドヴィーラームールス (179-223)
パルチヴァールと妻との出会い。イーゼルテルレの王クラーミデーは、女王コンドヴィーラームールスに求婚して拒絶され、怒って彼女の国ブローバルツの都ペルラペイレを包囲する。都市（まち）はひどい食糧難に陥り、人々は飢餓に苦しむ。パルチヴァールはこの都市に来て、女王の涙ながらの請いをいれ、クラーミデーの軍に立ち向かう。まず宮内卿キングルーンを、続いてクラーミデー王を倒し、ともに恭順の誓いをさせて、アルトゥースの許に送る。こうして彼女の国を救い、結婚してその国の王になるが、母を慕い、さらに冒険の心抑えがたく旅に出る。以後彼は、聖杯王への召命を受けるまで妻に会うことがない。
第5巻　パルチヴァールの最初の聖杯城訪問 (224-279)
旅を続けるパルチヴァールは、湖のほとりで、舟上の老人に宿を尋ね、それと知らずに聖杯城に招かれる。傷の苦痛に耐えている城主アンフォルタス（実は先ほどの老人）のそばに座り、血の滴る槍や聖杯を中心に催される豪華絢爛たる宴会を見、最後に王自身から剣を贈られるが、グルネマンツの戒めをかたくなに守って王に対して質問をしない。彼は、王の苦しみは戦いによるものとしか理解できずにいた。翌朝目が覚めると人影が見られない。城をとび出す際に、小姓に罵られる。ジグーネに再会すると、聖杯王に問いかけをしなかったことを強く責められる。その後、夫に貞操を疑われたエシューテ夫人に出逢い、そのそばを騎行する夫オリルスと戦って倒し、夫婦を和解させる。オリルスは夫人を伴ってプリミツェール河畔のアルトゥース王の陣営に赴き、王夫妻と自分の妹クンネヴァーレにパルチヴァールからの伝言を伝える。
第6巻　アルトゥースの宮廷におけるパルチヴァール (280-337)
鵞鳥の傷口から雪の上に落ちた三滴の赤い血を見て、パルチヴァールは妻を思い出し、甲冑姿のまま意識を失う。これを、アルトゥース王の宮廷への挑戦と早合点して、円卓の騎士ゼグラモルス、続いてケイエが立ち向かうが、たちどころに突き倒される。しかし、円卓の騎士の華ガーヴァーンはマントで血痕を覆い、パルチヴァールの意識を取り戻させ、自分の天幕へと案内する。パルチヴァールはアルトゥース王に迎えられ、円卓の騎士の一員となる。その歓迎の宴席に、聖杯城の使者、魔女クンドリーエが現れ、パルチヴァールが聖杯城のあるじを救わなかったと非難し、このような宴に列席する資格がないと罵る。引き続き現れたキングリムルゼルに、ガーヴァーンも主君殺害の罪を問われ、四十日以内に一騎打ちをするように挑まれる。喜びの宴席はたちまちにして悲しみに変わる。パルチヴァールは神を呪う。王をはじめ円卓に連なっていた人々は、それぞれ別れていく。パルチヴァールは以後、第9巻を除いて、第13巻まで物語の主人公の座をガーヴァーンに譲る。
第7巻　ガーヴァーンとオビロート (338-397)
ガーヴァーンの第一のアヴァンチュール。ガーヴァーンはキングリムルゼルの挑戦に応じるためにシャンプファンツーンを目指す。途中、リースの王メルヤンツに攻囲されているリプパウト侯のベーアーロシェ城にやって来る。この若い王は父王の死後、部下の領主リプパウトの許で養育されていたが、領主の姉娘オビーエに求婚したものの拒絶されたので無念を晴らそうとしていたのだ。この窮地に際して七歳の妹娘オビロートは、ガーヴァーンに自分への婦人奉仕をさせ、その力をかりて王メルヤンツを敗北させる。オビロートは恭順の誓いを受け取ると、王をオビーエと結婚させる。姉がひそかに王を愛していたのを知っていたからである。ガーヴァーンは決闘の約束を果たすために城を去っていく。
第8巻　ガーヴァーンとアンチコニーエ (398-432)
ガーヴァーンの第二のアヴァンチュール。ガーヴァーンはキングリムルゼルとの一騎討ちの約束の地シャンプファンツーン城に着くと、すぐにその国の王フェルグラハトの妹アンチコニーエと親しくなる。すると王の部下が二人の語らいの場を見とがめ、ガーヴァーンは王の父キングリジーンを殺したばかりか、王の妹まで誘惑するのかとなじり、攻撃をしかける。やむなく二人は城の塔の中に逃げ込み防戦する。そこにこの地でガーヴァーンと一騎討ちをする予定であった、王のいとこに当たる城伯キングリムルゼルが現れ、客に対してあるまじき行為であると王を咎める。王は家臣リダムスの意見をいれ、聖杯を探すという条件でガーヴァーンを自由の身にする。そしてガーヴァーンとキングリムルゼルとの決闘は、一年後にバルビゲールで行われることになる。ガーヴァーンはこうしてアンチコニーエと別れる。
第9巻　パルチヴァールとトレフリツェント(433-502)
パルチヴァールは聖杯を探し求めて諸国を放浪し、森の庵で従姉のジグーネにめぐり逢う。彼女に聖杯城への道を教えられるが、途中で見失う。ある雪の降った春の日、巡礼中の老騎士ガベニースに出会う。彼はパルチヴァールの甲冑姿を咎めて、今日は聖金曜日、キリストの受難の日であることを教え、近くに住む聖者（隠者トレフリツェント）の許を訪れるように勧める。トレフリツェントはここでパルチヴァールに、神とルツィファーについて、聖杯の由来について、聖杯守護の家系（ティトゥレル、アンフォルタス、レパンセ・デ・ショイエと隠者自身）について述べ、パルチヴァールの犯した罪（親族のイテール殺害、母の死の原因、傷に悩む聖杯王アンフォルタスへの問いの怠り）を教え、神の救いについて説く。パルチヴァールは自分の犯した罪を悔悟する。
第10巻　ガーヴァーンとオルゲルーゼ (503-552)
ガーヴァーンの第三のアヴァンチュール。ガーヴァーンはフェルグラハトとの約束により聖杯を探す旅に出るが、その途中でローグロイス城近くの泉のそばで公妃オルゲルーゼに遭い、この誇り高い婦人に求愛する。彼女に奉仕するため、その命に従って城の果樹園から彼女の馬を引き来たり、彼女の侮りを受けながらも一緒に旅を続け、三人の男に出会う。まずウリーアンスには、リショイスと戦って受けた傷の手当てをしてやるが、恩を仇で返され馬を奪われる。二人目のマルクレーアーティウレ（オルゲルーゼの小姓にして魔女クンドリーエの弟）にはその侮辱の言葉に怒って、馬から投げ落とす。三番目のリショイスとは激しい一騎討ちの末に勝ち、その馬（実は先ほどウリーアンスに奪われた自分の馬）を取り戻す。渡し守プリパリノートの家に泊まり、娘ベーネの歓待を受ける。魔法の城の危険がガーヴァーンを待ち受けている。
第11巻　魔法の城のガーヴァーン (553-582)
ガーヴァーンの第三のアヴァンチュールの続き。ガーヴァーンは渡し守プリパリノートから、魔法の城シャステル・マルヴェイレの話を聞き、渡し守とその娘の制止を聞かず、渡し守の堅牢な楯を携えて城に出かけ、三つの危難に出逢う。最初は鏡のような床を疾風のように走り回るベッドに乗り続けること、次はどこからともなく飛んでくる石と矢の攻撃にたえること、最後に棍棒を手にした男に罵られ、ライオンの急襲を防ぐこと。ガーヴァーンはこの三つの試練を切り抜けたが、最後にライオンを倒したとき、自らも負傷し疲労のあまり血の海に卒倒する。そのとき、城に捕らえられていた老女王アルニーヴェが魔女クンドリーエに教えられた薬を用い、適切な手当てをして彼を救う。
第12巻　ガーヴァーンとグラモフランツ (583-626)
ガーヴァーンの第三のアヴァンチュールのクライマックス。まだ傷の癒えぬガーヴァーンは、魔法の城シャステル・マルヴェイレの望楼にある不思議な柱を見つける。これは周囲六マイルの出来事を写し出すことができ、これでガーヴァーンは一人の騎士（トゥルコイテ）と女（オルゲルーゼ）の姿を認め、アルニーヴェらの制止も聞かずに出かけて、この挑戦者と戦って倒す。するとオルゲルーゼは新しい要求を持ち出す。ガーヴァーンは彼女の命令どおりグラモフランツ王の守っている木から葉冠を手に入れるが、王から一騎打ちの挑戦を受ける。ガーヴァーンの父が王の父を殺害していたからである。オルゲルーゼはここで今までの高慢な態度を詫びてガーヴァーンの愛を受けいれる。二人は渡し守プリパリノートから歓待された後、シャステル・マルヴェイレに帰城する。
第13巻　アルトゥースとガーヴァーン (627-678)
ガーヴァーンは魔法の城の城主になると、まずリショイスとフローラント（トゥルコイテ）を自由の身にし、続いて妹イトニエーとグラモフランツの仲を取り持つ。一方ひそかにアルトゥースのもとに使いを出してグラモフランツとの一騎打ちの立ち合いを請う。また、城に捕らえられていたアルニーヴェ（アルトゥースの母）から魔法の城の由来を聞き、城主だったクリンショルはシチリアの王妃イーブリスとの不実を咎められ、その夫たるイーベル王によって去勢されたこと、彼はその報復に魔法で多くの騎士や貴婦人を捕らえてこの城に監禁したが、誰かが例の苦難を克服したらその者が彼に代わって城主となることになっていたこと、それを達成したのが自分であることを知る。ちょうどその日アルトゥース王の一行が近くに到着したので、ガーヴァーンはひそかに王をヨーフランツェの野に迎え、一族の久々の対面を喜ぶ。アルトゥースはグラモフランツを呼び寄せようとして使者を送る。ガーヴァーンは一騎打ちに備え、馬の試乗をしているとき、ザビーンス川のほとりで一人の騎士に出逢う。
第14巻　パルチヴァールとガーヴァーン (679-733)
グラモフランツは、使者を通じてもたらされたアルトゥースの要請をいれて、ヨーフランツェに向かう。この使者は帰途ガーヴァーンがパルチヴァールと、相互に誰と対しているのかを知らずに一騎打ちを戦い、打ち負かされようとしている場に通りかかり、驚いてガーヴァーンの名を叫ぶ。この叫び声に双方相手が誰であるかを知って戦いを中止する。グラモフランツは疲労したガーヴァーンを見て約束の一騎討ちを延期する。ところが翌朝パルチヴァールはこっそり抜け出し、グラモフランツと戦いこれを倒す。そのためグラモフランツとガーヴァーンの一騎討ちはさらにのばされる。アルトゥースはガーヴァーンの妹イトニエーとグラモフランツとの仲を知り、グラモフランツの叔父ブランデリデリーンとはかり、両騎士の間をとりなし、またグラモフランツとオルゲルーゼを和解させる。こうしてグラモフランツとイトニエー、ガーヴァーンとオルゲルーゼが結ばれる。パルチヴァールは妻を思い、ひとり喜びの場を去って行く。
第15巻　パルチヴァールとフェイレフィース (734-786)
パルチヴァールは森の中で異母兄フェイレフィースと出逢い、一騎討ちをするはめになる。戦いの勝負は容易につかなかったが、パルチヴァールの手にする剣、例のイテールから奪った剣が折れる。フェイレフィースは剣をもたぬ相手と戦い続けることをよしとせず、休戦を申し入れる。そこで両者は互いに名乗り合って兄弟同士であることを知る。アルトゥースの提案でガーヴァーンとグラモフランツはフェイレフィース歓迎の宴を設ける。かつてプリミツェール河畔で開かれた円卓の席でパルチヴァールをののしった聖杯城の使者クンドリーエが再び現れ、この度はパルチヴァールが聖杯王に選ばれた慶事を伝える。フェイレフィースは一同に贈り物を贈ると、パルチヴァールに伴われてムンサルヴェーシェに赴く。
第16巻　聖杯王パルチヴァール (787-827)
パルチヴァールはフェイレフィースとともにクンドリーエに案内されてムンサルヴェーシェの聖杯城に入る。ここでパルチヴァールの祈りと問いかけによってアンフォルタスの傷が癒え、パルチヴァールは聖杯王となる。知らせを受けてすでにプリミツェール河畔まで来ていた王妃コンドヴィーラムールスを出迎えて再会し、子供のロヘラングリーンとカルデイスに会う。聖杯城への帰途ジグーネの庵を訪れ、その亡骸をその恋人シーアーナトゥランダーのそばに葬ってやる。フェイレフィースは聖杯城で受洗し、アンフォルタスの妹レパンセ・デ・ショイエと結婚する。二人は連れ立ってインドに帰り、後にその子ヨーハンはキリスト教を伝道することになる。彼は司祭ヨーハン（プレスター・ジョン）と呼ばれる。パルチヴァールの次子カルデイスは世俗の王となる。長子ロヘラングリーンは一度ブラバント国の王になるが、再び聖杯城に戻って聖杯護持の任務につく。このエピソードはいわゆる白鳥の騎士ロヘラングリーンすなわちローエングリン_(アーサー王伝説) の物語である。そしてエピローグ。

##### 構成
上記梗概で明らかなように、パルチヴァールの父ガハムレトの冒険（第1・2巻）に始まった物語は、その二番目の妻から生まれたパルチヴァールの誕生（第3巻）から聖杯王就任（最終第16巻）までをたどる長篇ロマン（往年高い視聴率を誇ったNHKの番組、「大河ドラマ」の中世ドイツ版）であるが、途中に副主人公ガーヴァーンの物語（第7-8巻と第10-14巻）が挟まれている。そしてパルチヴァールとガーヴァーンの冒険は別々に進行するのではなく、複雑にからみあっている。
ガハムレトの最初の妻からも息子が生まれているが、パルチヴァールの兄であるフェイレフィースも父を求める旅に出て、弟のパルチヴァールと出会う。聖杯王へと召命を受けたパルチヴァールは兄フェイレフィースとともに聖杯城に向かうと、フェイレフィースは洗礼を受けてキリスト教徒になり、弟の叔母と結婚する。フェイレフィースは妻を伴い故郷のインドに帰り、子を儲ける。その子ヨーハンはキリスト教の伝道をする。パルチヴァールの父の異教世界への冒険で始まった物語は、その孫の一人による異教界へのキリスト教伝道という形で円環が閉じられる。

#### 写本・校訂本・翻訳
Bernd Schirok (Joachim Heinzle (Hrsg.): Wolfram von Eschenbach. Ein Handbuch. Bd. 1, De Gruyter, Berlin/Boston, S. 327-331)および Klaus Klein (Joachim Heinzle (Hrsg.): Wolfram von Eschenbach. Ein Handbuch. Bd. 2, De Gruyter, Berlin/Boston, S. 943—959) によれば、「パルチヴァール」は、16個の完本と71個の断片の写本、さらに1477年刊行の印刷本によって伝えられており、中高ドイツ語による文学作品の中で、最も豊かな写本伝承を誇っている。これに次いで写本の多い作品は下記のように同じヴォルフラムの「ヴィレハルム」である。
総数86本の写本の制作時期の内訳は、13世紀では前半が4本、中頃が16本、後半が26本である。14世紀に入ると前半が22本、中頃が5本、後半が6本、さらに15世紀中頃・後半が4本となっている。このように、作者の活躍時期に近い時期から写本制作が始まり、それが13世紀後半から14世紀前半にかけて頂点に達し、その後も長期間にわたり写本制作が続いたことが窺える。
これらの写本の中で最も重要な写本は、ザンクト・ガレン修道院図書館本「cod. 857 (D)」と、それとは別系統のミュンヘン州立図書館本「Cgm 19 (G)」である。13世紀後半成立の前者には、同じ作者の「ヴィレハルム」の他に、「ニーベルンゲンの歌　写本B」(Der Nibelunge not)、「哀歌」(Diu klage)、シュトリッカー「カール」(Strickers Karl) も含まれている。これには、2003年にザンクト・ガレン修道院図書館とバーゼル・パルチヴァール・プロジェクトによりデジタル複写版のＣＤが作成されている。13世紀中頃成立の後者には、同じ作者の「ティトゥレル」と叙情詩2編も含まれ、「パルチヴァール」には装飾画も付されている。これには、1970年に Stuttgart の Müller und Schindler 社から複写版と活字版が、2008年にベルン・パルチヴァール・プロジェクトによりデジタル複写版の CD が作成されている。なお、ヴォルフラム・フォン・エッシェンバッハ作品に限らず13・/14世紀のドイツ語写本については、Marburger Repertorium. Deutschsprachige Handschriften des 13. und 14. Jahrhunderts において知ることができる。
カール・ラハマンは両写本の等価を認めながらも、前者に優先権を与えつつ1833年に校訂本を刊行した。30行を1詩節とし、作品全体を16巻に分けたのもLachmannである。かれの校訂本は後継者によって改訂が繰り返され、1926年の第6版がその後現在に至るまで定本となっている。
「パルチヴァール」の現代語への翻訳は19世紀から出版されている。外国語訳としては、英語、フランス語、イタリア語、エストニア語、フィンランド語、ポルトガル語、スペイン語、ポルトガル語、ハンガリー語、ロシア語、ポーランド語、そして日本語への翻訳が、Joachim Heinzle (Hrsg.): Wolfram von Eschenbach. Ein Handbuch. Bd. 2, De Gruyter, Berlin/Boston, S.1018—1020に列挙されている。以下には比較的新しい、現代ドイツ語への翻訳と英語訳・日本語訳・フランス語訳を挙げておく。
- 英語訳　Helen M. Mustard/Charles E. Passage (A Vintage Book; Random House, New York 1961);
- 原文・現代ドイツ語散文対訳　Wolfgang Spiewok (Universal-Bibliothek Nr.3681/3682; Reclam, Stuttgart 1981);
- 現代ドイツ語散文訳　Peter Knecht (Eichborn Verlag, Frankfurt am Main 1993);
- 原文・現代ドイツ語散文対訳　Dieter Kühn (Bibliothek des Mittelalters Bd. 8/18/2; Deutscher Klassiker Verlag, Frankfurt am Main 1994);
- 現代ドイツ語韻文訳　Wolfgang Mohr (Göppinger Arbeiten zur Germanistik Nr. 200; Verlag Alfred Kümmerle, Göppingen 1977)
- 日本語訳　ヴォルフラム・フォン・エッシェンバハ『パルチヴァール』(加倉井粛之、伊東泰治、馬場勝弥、小栗友一訳) 郁文堂 1974年
- フランス語訳　 Danielle Buschinger et Jean-Marc Pastré (CLASSIQUES FRANCAIS DU MOYEN AGE.TRADUCTIONS; Champion 2010)

#### 翻案・改作・その他の受容
「パルチヴァール」は前節で述べたように幾世紀にもわたって写本が製作された、すなわち読み継がれたが、創作面でも影響を与え続けた。同時代の物語作者Wirnt von Grafenbergは1210年と1215年のあいだに、ガーヴァーンの息子を主人公とする騎士物語『ヴィガロイス』(Wigalois) を著わしたが、その前半部をハルトマン・フォン・アウエ風に書いた後、後半部は「パルチヴァール」の影響のもとにヴォルフラム・フォン・エッシェンバッハ流の語り口で語った。その際、ヴォルフラムを「エッシェンバッハの賢人」と呼び、「人々の語る言葉で彼に優る語り手はなかった」と称賛した。
「パルチヴァール」は、16世紀から18世紀前半まで人々の関心をひきつけなかったが、18世紀後半にいたって再び注目されるようになった。その先駆者は「ドイツ中世の再発見者」と呼ばれるスイスの評論家ヨハン・ヤーコプ・ボードマーで、彼によって1753年に大胆な翻案がなされた。これは、主に主人公の聖杯探求をヘクサメーター（Hexameter、六単位音律詩句）にのせて1093行にわたって詠ったもので、主人公の父や副主人公にかかわる内容は捨象された（題は、'Parcival'）。 ボードマーはその2年後の1755年に、パルチヴァールの父の、黒人の女王との出会いと解放を365行のヘクサメーターに詠った（題は、'Gamuret'）。当時の清新な Klopstock の詩に近い作風であったが、両作ともに反響は無きに等しかった。ボードマーはその後、少年パルチヴァールが母の教えに盲目的に従い、天幕に一人で寝そべっている公妃エシューテを襲った事件とその後の顛末を、75詩節（1詩節4行）におよぶバラードで詠ったが（題は、'Jestute'）、これも失敗に終わった。
1784年にボードマーの弟子のクリストフ・ハインリッヒ・マイラーは「ニーベルンゲンの歌」や「パルチヴァール」を収める『12・13・14世紀ドイツ詩選集』(Sammlung deutscher Gedichte aus dem XII., XIII. und XIV. Jahrhundert) の第1巻を出版した。この書物は「パルチヴァール」の受容にとって重要な出来事であった。1477年の初期印刷本とは異なり、最も重要なザンクト・ガレン写本857を翻刻したもので、後の1933年に出版され、今日まで定本とされるカール・ラハマン校訂版の基礎になったからである。もっとも、この作品集は、今日も読まれる『ウンディーネ』の作者として有名なフーケらに影響を与えたが、ドイツ文学を評価しないプロイセン王フリードリヒ2世はこの本を受け取ると、「我が蔵書から投げ捨てたい」と嫌悪を示した。ゲーテは「ニーベルンゲンの歌」は読んだが、「パルチヴァール」は読まなかったようである。
フーケは 'Der Parcival’ と題する詩を1832年に完成させたが、それは作者の存命中に出版されることはなく、1997年になってようやく公刊された。その後、「ゲオルク派」に近い詩人カール・グスタフ・ヴォルモラーによって ‘Parcival’ と題する連作詩 (Gedichtzyklus) が著された。これは1903年S. Fischer社刊行の愛蔵版の後、1914年にはインゼル文庫への仲間入りを果たした。
フリードリヒ・リーンハルト (Friedrich Lienhard) は1912年、12詩節にわたって騎士と隠者を対照的に捉えた詩「パルジファルと改悛者」(Parsifal und der Büßer) を、エルンスト・シュタードラーは1914年に3詩節の詩「聖杯城の前のパルチヴァール」を含む詩集『出発』(Aufbruch) を発表した。後者の詩は、最初の聖杯城訪問で失態を演じ、聖杯城から追い出されたパルチヴァールを詠った作品である。
日本でも知られている作家ゲアハルト・ハウプトマンは1911年 - 1912年に15章に及ぶ小説『パルジファル』を著わし、これは1914年に「ウルシュタイン青少年文庫」の一冊として公刊された。主人公の自己探求を主題とする作品である。
20世紀末には注目すべき作品が現れた。まず、劇作家タンクレード・ドルストの1981年初演の戯曲『マーリンまたは荒れ地』(Merlin oder Das wüste Land) と1987年初演・1990年改訂版初演の『パルチヴァール　演出台帳』(Parzival. Ein Szenarium) である。        
ドイツ文学の泰斗であると同時に作家としても著名なアドルフ・ムシュクは1993年に1,000ページを超える大作『赤い騎士 パルチヴァールの物語』(Der rote Ritter. Eine Geschichte von Parzivâl) を上梓した。物語の進行はおおよそヴォルフラム作品に従っているが、冒頭にジグーネとシーオナトゥランダーの恋物語をもってくるなど大胆に再構成し、他の諸々の文学作品からの引用を散りばめ、また現代の事物（例えば、ノートパソコン）を登場人物に持たせるなどオペラの斬新な演出を思わせる「遊び」を演じている。
2019年 にノーベル文学賞を受賞するペーター・ハントケは2017年にズーアカンプ社から550頁に及ぶ大部の小説 Die Obstdiebin oder Einfache Fahrt ins Landesinnere を発表した。ハントケはこの作品で、『パルチヴァール』をモデルに、「果物泥棒」の愛称で呼ばれる女性が経験する「内陸への旅」（パリ郊外からパリ北東のピカルディーまで）を因果関係の説明なしに記録する。聖杯探求を使命とする騎士パルチヴァールとは違って、達成すべき特定の目的を持つことなく生の充実を求めて生きる現代人の厳しい現実を提示する作品は、「究極の叙事文学」（保坂一夫）の創出とされる。
日本では、山田南平が漫画『金色のマビノギオン‐アーサー王の妹姫‐』第6巻において『パルチヴァール』第7巻の、オビーエ・オビロートをめぐるガーヴァーンの冒険を描いている。
作品の図像表現としては、邦訳本にも紹介されたミュンヘン州立図書館本 Cgm 19 (G) 等、多数の写本の挿画に見事なものがあるが、住まいの壁画に描かれた14世紀のフレスコ画も現存する。ドイツ南部、ボーデン湖畔のコンスタンツ（Konstanz）にある、元来は聖職者の住居だった家に、パルチヴァールの誕生からアルトゥース（アーサー）王宮廷訪問、グルネマンツの許での騎士修行、ペルラペイレ城への旅、コンドヴィーラームールスと過ごす夜の場面などが描かれている。リューベックの市参事会員の住居には14世紀半ばに制作された『パルチヴァール』関連の絵があった 。

### ティトゥレル
詩節形式の断片『ティトゥレル』（ドイツ語: Titurel）は、『パルチヴァール』のスピンオフ的作品である。パルチヴァールの従姉ジグーネ (Sigûne) とその恋人シーオナトゥランダー (Schîonatulander) をめぐる流麗な小品といえる。作品の題は、作品冒頭に登場し、聖杯城の騎士・貴婦人を前に述懐する最初の聖杯王の名に拠っている。ジグーネは、聖杯物語『パルチヴァール』の中で4 回登場するが、その恋人の方は最初からすでに亡骸となっている。『ティトゥレル』は二つの断片から成り立っているが、第1断片は二人の恋の始まりを、第2断片は、（『パルチヴァール』によって聴衆には既知の）「悲劇」につながる出来事を叙している。
ヴォルフラムの『パルチヴァール』『ヴィレハルム』、ゴットフリートの『トリスタンとイゾルデ』などドイツ中世の宮廷叙事詩は、1行が4揚格 (Hebung) からなり、連続する2行が脚韻で結ばれる (Reimpaare) 形式で物語が語られるが、『ティトゥレル』は、連続する2行が押韻をする点ではそれと同じであるが、各行の揚格数は8, 10, 6, 10と変化して4行で1詩節 (Strophe) を形成している。その点では、『ニーベルンゲンの歌』に代表される英雄叙事詩と同じであり、揚格数8, 8, 8, 10の4行で1詩節 (Strophe) をなす英雄叙事詩『クードルーン』に近い。第1断片の第1詩節を以下に引用する。
『ティトゥレル』は、『パルチヴァール』を伝える写本の最後に書写されている。これが「ミュンヘン州立図書館本」（以下、写本G）で、Cgm 19 der Bayerischen Staatsbibliothek München, Bl. 71ra-74rc。写本成立13世紀半ば。164詩節を収録(1)。
その約半世紀後に成立したのが、「断片M」で、8o Cod. ms. 154 (Cim. 80b) der Universitätsbibliothek München, Fragm. II。46詩節を伝えるが、その中9詩節が写本Gにはない詩節である。46詩節全てが第1断片に属する(2)。
第3の写本が、神聖ローマ皇帝マクシミリアン1世のために1504年から1515もしくは1516年にかけて制作された豪華な「アンブラス英雄本」（または『アンブラス英雄叙事詩集』以下、写本H）で68 詩節を伝えるが、その中6詩節が写本Gにはない詩節である。68詩節全てが第1断片に属する。(3)
ヴォルフラムの作品が断片のまま残されたので、それを核に、約6300詩節という長大な作品をこしらえたのがアルブレヒト(Albrecht)である。彼は作品の最初でヴォルフラムの仮面をつけているが、最後に仮面を外して、自分はアルブレヒトであると名乗る。もっとも、Heinzleは、アルブレヒトの周辺では、新作の作者はヴォルフラムではなく彼であることが知られていたので、ここで作者が仮面を脱いで素顔を現したというのではなく、「語り手」を交代させたにすぎないと捉えている。貴族の「人生訓の書」として尊重されたこの作品は、19世紀までヴォルフラム作と見なされ、多くの写本が残された（印刷本を含めて実に60）。アルブレヒト作品は今日,Jüngerer Titurel‘（『新ティトゥレル』）と呼ばれている 。60写本のうち18本が上記3写本伝承の詩句を記載している。以下、これを「写本I」とする。
1833年の初版から1952年の第7版までのラハマン版は、Gにはないが、H, M, Iに存在する11詩節の中6詩節をヴォルフラム作と見なし、『ティトゥレル』は164+6=170詩節からなると判定した。1972年出版のハインツレ版は、詩節ごとに写本の翻刻テキスト (Transkription )を並置し、詳注を施している。2003年刊行のBrackert/Fuchs-Jolie版は校訂本文に異本と対訳をつけ、詳注を付したものである。『ティトゥレル』は、幸いなことにメロディーが残っていて、それがBrackert/Fuchs-Jolie版に掲載されている。これを基にWiedenmannは『ティトゥレル』を「歌った」。聞き甲斐のある、見事な復元の試みである。なお,Jüngerer Titurel‘写本には、興味深い挿絵が添えられたものが二つある(4, 5)
『パルチヴァール』にジグーネが登場する場面は上記のように4回見られる（第3巻、第138－142詩節 / 第5巻、第249－255詩節 / 第9巻、第435－442詩節 / 第16巻、第804-805詩節）が、ジグーネは主人公パルチヴァールの生涯の節目において重要な役割を果たしている。しかし、自身が愛する人を死者として抱くまでになった経緯については、「猟犬の紐がこの人に苦難をもたらしました」という説明と「この人に愛を与えなかったのは愚かでした」という反省以上のことを語らないので、謎が残るままになった。この謎を解く形で『ティトゥレル』が創作されたと思われるが、『ティトゥレル』第2断片でも、シーオナトゥランダーは猟犬を求めてジグーネの許から出発するところで終わっているので、謎は解き尽くされたとは言い難い。
なお、ヴォルフラムが『パルチヴァール』作成に際して依拠したクレチアン・ド・トロワの『ペルスヴァルまたは聖杯の物語』では、主人公の従姉として現れる人物に名前は与えられていない。ヴォルフラムの与えた名前ジグーネは、原拠第3600行のcosine（従姉妹）から作られたものだろう。

### ヴィレハルム
雄渾な叙事詩『ヴィレハルム』（ドイツ語: Willehalm）では、ヴォルフラムは異教徒と戦った騎士ヴィレハルム（フランスのギヨーム・ドランジュ）について物語っている。この作品はフランス中世の武勲詩『アリスカン』（フランス語：Aliscans）の翻案であり、キリスト教徒と異教徒との対決を扱っているが、作品後半に見られる、異教徒に対する「寛容」の精神は現代の我々にも強く訴えるものがある。

#### 梗概
第1巻　アリシャンツの敗北 (1-57)
プロローグ。前史としてナルボーン（ナルボンヌ）のヘイムリーヒが7人の息子の相続権を奪い、世に送り出したこと。長子ヴィレハルムが、異教徒の俗界の指導者テラメールの娘でティーバルトの妻であったアラベルを得たこと。彼女が洗礼を受けてギーブルクと称するようになったことが語られる。
アリシャンツ（アリスカン）の最初の戦い。前半では戦闘の準備と戦闘の模様が語られる。ティーバルトはテラメールの加勢を得て妻と領地を奪回しようとする。テラメールとその兄弟アロフェルとハルツェビエルは大軍を召集する。軍は船を使って来寇し、アリシャンツの近くに集合する。迎え撃つ辺境伯ヴィレハルムには、二万の将兵が加勢に参じた。この戦闘では、異教徒側ではピーネルとノウパトリース、キリスト教徒側ではミーレが戦死する。ヴィレハルムの甥ヴィーヴィーアンツが瀕死の重傷を負う。
後半ではキリスト教徒勢の敗北が語られる。圧倒的な大軍を擁する異教徒勢に対してキリスト教徒勢は神の戦士として奮戦するが、ついに敗北する。懸命に戦ったヴィレハルムは敗北を認め、戦場を離れて妻の残る城への帰還を目指す。
第2巻　ヴィーヴィーアンツの死とヴィレハルムのオランシェへの帰還 (58-105)
戦場は異教徒勢に埋め尽くされている。ヴィレハルムは瀕死のヴィーヴィーアンツを見つけ、告解を聞き、聖体を渡す。その死後、芳香が漂う。
ヴィレハルムは王たちと戦う。アロフェルとの一騎打ちでは、落馬させ命乞いをされるが、ヴィーヴィーアンツの死を思い、首を切り落とす。アロフェルの武具を身に着け、その馬に乗り換えるものの、正体がばれて敵と戦う破目になる。テゼレイス王からは、改宗を促されるが拒否し、その命を奪う。オランシェ（オランジュ）への帰還。入城を求めるが、武具と馬のために城主の帰還とは信じてもらえない。近くで捕虜として引き立てられていたキリスト教徒を救出するものの、妻ギーブルクの疑いはなおも晴れない。かつて戦場で負った、鼻の上の傷跡を見せてようやく夫であると信じてもらえる。ヴィレハルムはギーブルクにヴィーヴィーアンツの死を知らせる。ギーブルクは、父が自ら大軍を率いて参戦したと知ると、キリスト教徒側が太刀打ちできないと思う。ヴィレハルムは、ギーブルクが城市を守り抜けば、一族と王の救援を確保できると慰める。異教徒勢は城を包囲する。ヴィレハルムは城壁の守備を、救出したキリスト教徒に任せる。状況がひとまず落ち着き、夫婦の合歓の場面。夫が寝入るとギーブルクは神に慈悲を乞い、ヴィーヴィーアンツの死を悼み、夫の苦難を訴える。頬の上に落ちてくる妻の涙に目を覚ましたヴィレハルムは、救援を求めての旅の正否を妻に委ねる。ギーブルクは同意し、城市を守り切ると約束する。ヴィレハルムはアロフェルの武具を身に着ける。ギーブルクはヴィレハルムを抱き、美しいフランス女性の求愛に応じないように訴える。ヴィレハルムはそれを約束し、水とパン以外の物を口にしないと誓う。ヴィレハルムはフランスへと旅立つ。
第3巻　ヴィレハルムのムンレーウーンへの旅 (106-161)
オランシェ（オランジュ）を攻囲したテラメールは味方の大損害を悲しみ、城を守る実の娘ギーブルクの殺害によってその復讐をしようとする。テラメールが攻城具を設置するのに対し、ギーブルクは戦死者に楯を持たせて防御回廊に立てる奇策に出る。
ローイース（ルイ）王に対する救援軍派遣要請のためフランスに向かったヴィレハルムは、オルレンス（オルレアン）に到着する。町を発つとき、代官は商人に課せられる関税を請求する。ヴィレハルムは、自分は騎士であるからと支払いを拒み、通行を拒否する代官側と揉め、代官の首を刎ねる。代官の妻はこの町で権能を有するエルナルト伯に夫の悲劇を訴える。伯は、それが騎士であるなら関税請求の正当性はないと説くものの、その騎士が、王から辺境伯にのみ許された鬨の声を挙げていると聞いて、王夫妻（王妃は伯の姉妹）の名誉のために騎士の後を追う。ヴィレハルムに追いついたエルナルトは戦って落馬する。彼らは名乗り合って兄弟であることを知り、兄弟殺しの悲劇を免れる。ヴィレハルムは弟にアリシャンツの戦闘の模様を語る。エルナルトは三日後にムンレーウーン（ラン）で宮廷の祝宴が催され、父母を始めとする一族や諸侯が参集すると告げる。途中修道院で一泊したヴィレハルムは、アロフェルから奪った豪華な楯を預ける。ムンレーウーンに到着したヴィレハルムだが、だれも構ってくれない。彼を目にした王夫妻は、その入廷を拒むように命令する。ヴィーマールと名乗る商人が宿を提供する。亭主は快適な寝具を用意し、ご馳走を調えるが、ヴィレハルムはパンと水だけをとるだけで、草の上に寝る。参内したヴィレハルムは王に向かって、諸侯の反対を押し切ってローイースを王位に就かせたのは自分であると豪語し、前日からの冷遇を非難する。これに王が反射的に救援を約束すると、王妃が反対する。怒ったヴィレハルムは王妃の冠を床に投げつけ、首を刎ねようとするが、二人の母が割って入って事なきをえる。王妃は自室に逃げ帰り、娘のアリーツェを驚かす。ヴィレハルムは父母らにアリシャンツの戦いの経緯、特に一族の貴公子の戦死を話す。父母は援助を約束する。王妃である自分の母にヴィレハルムへのとりなしを頼まれた王女アリーツェは、兄妹の関係修復に成功する。
第4巻　援助をめぐる葛藤。辺境伯とレンネヴァルトのオランシェへの出立 (162-214)
伯父ヴィレハルムの怒りを宥めたアリーツェは、母（王妃）のいる部屋に戻る。王妃はアリシャンツの戦いの様相を知ると、ヴィーヴィーアンツらの戦死を悼み、これまでの態度を一変させて兄に対する救援を言明する。王妃は王に兄への援助を頼むが、王は「そなたの願いは諮ってみよう」としか答えない。宴会が催される。ヴィレハルムはヴィーマールを自分の横に座らせ、前夜の宿の提供に報いる。宴会後、辺境伯ヴィレハルムは王に救援を依頼するが、「協議してみよう」としか返事が得られない。ヴィレハルムは怒って詰め寄るが、王は動じない。王妃とその一族が強く訴えた後、ついに王は救援軍の召集を決断する。遠征軍の観閲は10日後と決まる。その間のある日、ヴィレハルムは台所の水運びをしている若者（レンネヴァルト）が小姓らに玩具にされているのを目にする。桶の水を二度もこぼされて怒った彼は小姓の一人を柱に投げ飛ばして殺してしまう。王は彼の素姓についてヴィレハルムに話し、ヴィレハルムは王から彼をもらい受ける。ヴィレハルムはレンネヴァルトの装備をユダヤ人に指示するが、レンネヴァルトは軍馬も甲冑も必要とせず、軽装の衣服と重い棍棒だけを所望する。遠征軍の集結。レンネヴァルトは寝坊して棍棒を忘れてしまう。取りに戻ると、料理人らが隠していたので怒って料理人頭を殺してしまう。ムンレーウーンを発った軍勢は、前にヴィレハルムが宿泊し、楯を預けた修道院の近くで宿営する。修道院は焼失していた。ヴィレハルムは楯を取得した経緯を契機に、アリシャンツの戦いでの活躍を語る。軍勢のオルレンス（オルレアン）到着。王は辺境伯に帝国軍の指揮権を託し、帝国軍旗を授与する。軍勢は王に別れを告げる。レンネヴァルトはアリーツェと口付けをし、別れる。オランシェに近づいたヴィレハルムは、夜闇に燃える火を見て、ギーブルクの運命を案じる。
第5巻　援軍のオランシェ集結。テラメールとギーブルクの対話、ギーブルクとヴィレハルムの再会、ギーブルクとヘイムリーヒとの対話 (215-268)
物語の時間が戻る。夫の辺境伯ヴィレハルムが留守の間、ギーブルクは自ら武装し、攻囲されたオランシェ（オランジュ）の防御に成功する。休戦中にギーブルクと父テラメールの間で改めて話し合いがなされる。父は娘を愛していると言い、娘殺害は宗教的権威バールク（カリフ）の科した命令と弁明して、異教の神々への帰依に復帰するよう懇願する。ギーブルクはキリスト教の神の優位性を主張し、辺境伯との強い絆を強調する。異教徒勢の包囲戦が長引き、死体や動物の死骸の腐臭を避けるために、異教徒軍は一時撤退をする。撤退前にオランシェ周辺を攻撃する。このとき上がった火の手をヴィレハルム軍は見る。
ヴィレハルムは軍勢に異教徒への攻撃を命じる。火煙越しにヴィレハルムは城が落ちていないことを見て取る。ギーブルクの方は異教徒勢が戻ってきたと思い、武装して待ち構える。ヴィレハルムが妻の様子を尋ね、その声で彼女は夫の帰還と知り、喜びの余り気絶してしまう。正気に戻ったギーブルクは夫を迎え入れる。ヴィレハルムは帝国軍の諸侯に伝令を送り、異教徒勢の撤退を知らせる。ヴィレハルムの弟たちと父の軍隊も到着する。
ヴィレハルムは妻に宴会の準備を依頼し、陣を張った各部隊を回り、父、弟たち、帝国軍諸侯を招待する。ギーブルクと婦人らは装い、客を迎える。ヘイムリーヒを先頭に客人が参内し、ギーブルクから口付けを受ける。彼女の横に座ったヘイムリーヒは彼女の誠実に感謝する。ギーブルクは涙ながらに苦悩を訴え、キリスト教徒・異教徒両方の災厄の責任は自分にあると言う。彼女は息子のエハメレイスとハルツェビエルと交わした話し合いについても語り、彼女が彼らの許に戻るなら損害を補償し、捕虜を返還すると言われたが断ったと伝える。ヴィレハルムはヘイムリーヒにホスト役を依頼する。ヘイムリーヒは客人の席を決め、自分の臣下に給仕をさせる。再び隣に座ったヘイムリーヒにギーブルクは、激しく攻撃した異教徒勢について語り、例外は息子のエハメレイスと婦人奉仕の愛の騎士、テゼレイス王とノウパトリース王だと告げる。ヘイムリーヒはギーブルクに涙を隠すように頼む。
第6巻　ギーブルクとレンネヴァルト。諸侯会議 (269-313)
宴会では、誓いを果たしたヴィレハルムも遠慮なく飲食する。レンネヴァルトが棍棒を持って現れ注目を集める。顔は汚れているが、汚れの下から持ち前の美貌が輝いている。ヘイムリーヒの質問に答えてギーブルクはレンネヴァルトについて夫から聞いたことを話す。レンネヴァルトがギーブルクの隣に座ると、二人は瓜二つに見える。小姓らがレンネヴァルトの棍棒で遊ぶ。床に落とすと小姓らは追いかけられ広間から逃げる。食事が終わり、諸侯が陣営に戻ると、辺境伯は天幕を訪れ、将兵が飲食に事欠かぬよう気配りし、翌日の作戦会議への参加を依頼する。
城主夫妻が寝台に向かう。レンネヴァルトは棍棒を抱えたまま台所で眠る。料理人頭は燃える薪でレンネヴァルトの髭を焼く。激昂したレンネヴァルトは料理人頭を炎の中に投げ込む。レンネヴァルトは恋人の口付けの結果である髭が焼かれたことを嘆く。翌朝、諸侯が城に登ってくる。ヴィレハルムは前夜の騒動を知ると、ギーブルクにレンネヴァルトを宥めるように頼む。ギーブルクが優しく接し、レンネヴァルトに素姓を訊くと、高貴の血筋とだけ答える。レンネヴァルトはヴィレハルムの味方として戦い、異教徒に復讐をするという。レンネヴァルトは、ギーブルクの差し出す、異教徒王の手中にあった武具を身に着ける。
作戦会議。ヴィレハルムは異教徒の蛮行と自分の損失を語り、助力を訴える。次に父のヘイムリーヒと弟のベルナルトがヴィレハルムのために戦うことを明言し、フランス勢にも同じことを求める。しかし、フランス勢は、オランシェが解放されただけで十分ではないかと反論する。弟のベルトラムとブオヴェが、名誉と信仰の守り手としての義務に訴えると、フランス勢は態度を改めて戦闘参加を表明し、十字の印を身につける。会議の散会前に、会に参加していたギーブルクが立ち上がる。戦闘の生じた責任は自分にあると認め、諸侯にヴィーヴィーアンツの死の報復を彼女自身の一族に対して果たすように要請する。しかし、異教徒が敗北した際には、敬意をもって接するようにと頼む。聖書を根拠に、全ての異教徒が地獄落ちとはならなかった、人は全て異教徒として生まれると説く。前夫と子供を捨てたのはキリスト教の神と辺境伯のためであったと述べ、戦死した一族のことを悲しみ涙にくれる。ヴィレハルムの弟ギーベルトが慰める。会議の後に食事。食事が済むと軍の編成。
第7巻　キリスト教徒軍のアリシャンツへの行軍と異教徒軍の戦闘準備 (314-361)
レンネヴァルトは軍勢の横を走っていき、ヴィレハルムに行き当たる。棍棒のことを尋ねられ、忘れたことに気づくと、ヴィレハルムは取りにやらせる。軍隊は野営する。野営の小屋を燃やし、後で、またも置き忘れた棍棒が、黒く焦げたけれども丈夫になったことが分かる。山の上からヴィレハルムはアリシャンツの野を見渡し、それが異教徒軍に覆われているのを知る。麾下の諸将に檄を飛ばすが、退却の選択も許す。帝国軍を指揮するフランス諸侯は退却を選ぶ。ヴィレハルムは残った将兵を五個の隊に編成し、隊長と鬨の声を定める。帝国軍旗を降ろし、自分の旗を揚げさせる。退却を始めた諸将はピティット・プントの狭間でレンネヴァルトに遭い、棍棒で攻撃される。諸侯はかえって一緒の退却を勧めるが、拒否され死者も出る。狭間で打たれるので逃れることができず、諸侯はヴィレハルムとともに戦うことを誓う。ヴィレハルムは巻いていた帝国軍旗を広げさせ、諸侯の軍勢を、レンネヴァルト指揮下の隊に編成し、鬨の声を「レンネヴァルト」と定める。
王妃の傭兵の一人が異教徒軍の斥候と遭遇し、戦った後、陣に戻る。斥候はテラメールに敵情を報告し、三日前に攻撃を受けて被った損害についても語る。テラメールは、敵が帝国軍旗を掲げていると知ると、ローイース王が自ら遠征してきたと思い込む。テラメールは、ポンペーユスの子孫としてローマ帝国の統治権を主張し、オランシェ（オランジュ）とパリを破壊し、アーヘンの玉座に登り、ローマを手中に納めるとの決意を示す。麾下の君侯を招集し戦闘突入を促す。九個の隊を編成し、指揮官を定める。
テラメールは神像を牛の牽く車に載せ、戦場に向かわせる。自ら率いる第十隊を編成する。諸王がテラメールの武具を運んでくる。ギーブルクの棄教と先の戦闘での損害を嘆く。戦場に散らばるキリスト教徒の石棺が戦闘の邪魔になると心配する。無数のタンバリンと喇叭の音とともにテラメールは馬に跨り戦闘に突入する。
第8巻　アリシャンツの決戦 (362-402)
戦争の火蓋は、ハルツェビエル隊のシェーティース/シルベルト隊への攻撃によって切られる。異教徒軍には、先の戦闘でヴィーヴィーアンツに討たれた王の将兵も加わる。次に、ティーバルト/エハメレイス隊がヴィレハルムに襲いかかるが、レンネヴァルト隊を相手にすることになる。続いて、ジーナグーンがヴィレハルム目掛けて突入する。アラベル（ギーブルク）の兄弟からなる第４隊は、ブルーバント公ベルナルトとブオヴェを対戦相手にする。前者は叔父の復讐を、後者は捕虜となった一族救出のために人質獲得を狙う。その後、ポイジュスがベルトラム/ギーベルトと戦う。第６隊であるアロパティーン隊は老ヘイムリーヒと戦う。第７隊率いるヨスヴェイスは戦闘突入順の遅いのが不服であったが、第２隊の救援に向かい、ティーバルトとエハメレイスを救う。第８隊のポイドヴィースは、戦闘突入まで長時間待たされた鬱憤を晴らすかのように猛然と戦う。キリスト教徒勢はこれをほとんど持ちこたえられない。第９隊を率いるマルランツ王は、先行した友軍の戦闘を観察し、余裕を持って参戦する。最後に総大将テラメールが戦闘に突入する。各隊は軍令を無視し、競って友軍に先駆けようとして混乱する。
第9巻　キリスト教徒軍の大勝利 (403-466)
テラメール隊の攻撃を受けてキリスト教徒勢は分断されるが、懸命に防戦する。戦陣の火蓋を切ったハルツェビエルが疲労した部隊とともに船に退却すると、レンネヴァルトが追跡する。前の戦闘で捕虜になり船倉に囚われていた宮中伯ベルトラムと諸侯7人は、「モンショイエ」の鬨の声を聞き、同じ鬨の声で応じる。レンネヴァルトは捕虜を解放し、武具と馬を調達するために異教徒の騎士を斃す。レンネヴァルトの活躍でキリスト教徒勢は次第に優勢になる。ベルナルトがテラメールの旗手を斃すと、異教徒勢の敗北が決定的になる。テラメールの軍旗が落ち、帝国旗と他のキリスト教徒軍の旗が翩翻と翻る。異教徒勢は海岸や山地に逃れる。テラメールは船に向かい、海岸でキリスト教徒勢を防ごうとする。レンネヴァルトはテラメールが若者のように戦っている様子を見る。ヴィレハルムはテラメールを攻撃し、重傷を負わせ、レンネヴァルトはテラメールを守る王侯を斃す。テラメールは船に運び込まれる。戦闘は終息する。
勝利したキリスト教徒勢は戦死した一族や友人を探し出し、戦利品を鹵獲する。食糧を略奪し、多数の者が正体のなくなるまで酔う。翌朝、戦死者の遺体が集められる。一般の兵士はその場に埋葬されるが、身分の高い人々には、故郷に移送するためバルサム等が施される。ヴィレハルムはレンネヴァルトの失踪を嘆く。弟のベルナルトは、兄のあまりの愁嘆を咎め、陣は戦場を離れたところに張り、レンネヴァルト捜索を行わせるべきだ。レンネヴァルトが捕虜となっているなら、キリスト教徒方も人質として交換できるだけの捕虜を確保したので、諸侯に捕虜の提供を求めるようにと助言する。ヴィレハルムは諸侯から捕虜を受け取り、父のヘイムリーヒに監視を依頼する。捕虜は鎖につながれるが、マトリブレイス王だけは誓約させるだけで身柄の拘束はしないでおく。
ヴィレハルムは、マトリブレイス王を特別扱いするのは、王と自分の妻との血縁によると明かす。そして、王を模範的な君主として賞賛し、戦死した異教徒諸王の遺体を戦場から集め、バルサムを施すように依頼する。更に、テラメールの陣営で見つけた物について話す。ある天幕に23体の王の亡骸が安置されていた。祭司がその番をしていた。棺には碑銘があり、王の名前と領国、出身地、戦死の状況が読み取れる。自分は天幕の前に軍旗を立てさせ、略奪にあわないよう守れと命じておいたと。ヴィレハルムは王に、諸王の遺体を故国に持ち帰ってもらうが輸送の援助をすると申し出で、誓約から解除する。テラメールに対しては、伝言として、諸王の遺体を送り返すのは恐怖からではなく、妻の出自への敬意からである。テラメールが望むなら友好関係を結びたいが、キリスト教を捨て、妻を戻すことはできないと伝えてくれと頼む。その後ヴィレハルムはマトリブレイス王を神の加護に委ね護衛をつける。「かくて マトリブレイス王は　プロヴェンツェの地を去った」

#### 原拠『アリスカン』の伝える後日談（写本Mに準拠）
デラメ（Desramé、テラメール）が船で逃走し、戦闘は決着するが、異教徒の一部の将兵が残されていた。異教徒の王でレヌアール（Rainouars/Rainouart、レンネヴァルト）の従兄弟ボーデュック（Baudus/Bauduc）は怪力の大男であるが、彼がレヌアールに遭遇し、一騎打ちをする。強健レヌアールは従兄弟を神の御加護をえて打ち負かす。ボーデュックは、キリスト教への改宗を誓い、いったん国に帰る。フランス軍は帰国の旅に就く。戦闘で疲れたレヌアールは皆に遅れる。ギヨーム（Guillaumes/Guillaume、ヴィレハルム）は、レヌアールのことを忘れてしまう。オランジュ（Orange、オランシェ）ではギボール（Guiborc、ギーブルク）が食事を振る舞う。これに招待されなかったレヌアールは、侮辱されたと思い、涙をながしながら戦場に。途中一群のフランスの騎士に遭うと、ギヨームの忘恩を詰り、復讐のために生国で部隊を編成して戻り、オランジュを破壊し、ギヨームを捕虜にし、ルイ（Loe ïs/Louis、ローイース）を玉座から引き下ろし、アーヘンで王位に就くつもりとの伝言を託す。これを聞いたギヨームは不安になり、和解の使者として20人の騎士をレヌアールのところに送るが、功を奏しない。そこでギヨーム自ら妻や兄弟らを従えて赴く。ギボールがレヌアールの怒りを宥め、夫を赦すように頼む。ギヨームもレヌアールの武功に感謝すると、レヌアールの怒りも消え、一同はオランジュに帰る。夕食の際、ギボールはレヌアールの隣に座る。レヌアールがギボールに、自分はデラメの息子であると明かすと、ギボールは、相手が兄弟であると知り、涙ながらに抱擁する。レヌアールは洗礼を受け、ギヨームの家令（senescaus/sénéchal）となる。さらに騎士に叙任される。レヌアールと戦って打ち負かされ、傷の治療のために領国に帰っていた従兄弟のボーデュックが、レヌアールとの約束を果たすため部下を引き連れオランジュにやってきて洗礼を受ける。

##### 素材・原拠
十字軍文学の一つ、フランスの武勲詩『アリスカン』（Aliscans）を原拠とする。
これは12、13世紀にフランスで最盛期を迎えた武勲詩群の一つ、オランジュ伯ギヨームを中心とした「ギヨームの詩群」（Cycle de Guillaume/Wilhelmszyklus）の一部をなすものである。武勲詩の主人公像の核になった実在の人物は、フランク王国宮宰、カール・マルテル（685頃-741）の孫の一人、トゥールーズ伯ギヨーム（Guillaume de Toulouse/Gellone/d’Aquitaine）で、カール大帝（742-814）とその息子ルートヴィヒ（ルイ）敬虔王（778-840）の下、フランスのスペイン辺境を守った。すなわち、790年カール大帝によりトゥールーズ伯に任じられ、791年バスク人の反乱を鎮圧、793年侵略してきたサラセン人と交戦、801年カール大帝によるバルセロナ攻囲の一翼を担った。804年に妻のWitburgis（本書の「ギーブルク」）が死去すると、その後モンペリエ北西の山中にジェローン修道院を設立、806年6月29日自らその修道士となり、812年5月28日に同修道院で死去した。死後まもなく聖者として崇敬され、1066年に列聖された。12世紀にいたって遺体の「奉挙」（elevatio）[1138年] と『聖ヴィルヘルム伝』（Vita Sancti Wilhelmi）の著述がなされ、『ギヨームの歌』（Chançun de Willame）とともにこの聖人をめぐる武勲詩の伝承が始まった。

#### 写本・刊本・翻訳
「ヴィレハルム」は、12本の完本と90を超す断片・抜き書きによって伝えられており、中高ドイツ語による宮廷叙事詩の中で、「パルチヴァール」（89以上の写本・断片）をも凌ぐ最も豊かな写本伝承を誇っている。（因みに、ゴットフリートの『トリスタンとイゾルデ』は、11個の完本と23個の断片の写本、ハルトマンの『イーヴェイン』は、16個の完本と17個の断片の写本。）
もっとも、１3世紀に遡る完本は1本だけである。それは、ザンクト・ガレン修道院図書館cod. 857で、これには「パルチヴァール」、「ニーベルンゲンの歌　写本B」(Der Nibelunge not)、「哀歌」(Diu klage)、シュトリッカー「カール」(Strickers Karl)も含まれている。ラハマン、シュローダー、ハインツェルはともに、基本的にこの写本を底本にして校訂版を出版した。ヴィレハルム写本で特徴的なのは、豪華な挿絵付のものが少なくないことである。オーストリア国立図書館本cod. Vind. 2670は写真復刻版が出版された。
ヴィレハルム写本の伝承のされ方も興味深い。すなわち、未完に終わったゴットフリート・フォン・シュトラースブルクの『トリスタンとイゾルデ』の続編を物したUlrich von Türheimは、1250年頃約36,000行に及ぶ『ヴィレハルム』の続編を書いた（『ヴィレハルム』は約14,000行）。この続編は、主人公の名をとって『レンネヴァルト』（Rennewart）と称されている。
一方、それから約20年後にUlrich von dem Türlinは、『ヴィレハルム』の前史と言うべき作品（約10,000行）を著わした。これは現在、『アラベル』（Arabel）と呼ばれている。『ヴィレハルム』の完本12写本のうち、8本が前史『アラベル』と続編『レンネヴァルト』に挟まれて、つまり3作品が一つのZyklusとして同じKodexに納まっているのである。写本成立の13－15世紀、王侯貴族の宮廷でヴィレハルムを中心とする物語が好まれた証拠と言えよう。
1598年に‘Von der edlen und hochberühmten Kunst der Musica’と称する文章を著したCyriacus Spangenbergは、『ヴィレハルム』に言及し、そのコメントは、Enoch Hanmannがオーピッツ（Martin Opitz）の‘Buch von der Deutschen Poeterey’の1658年以来の版に加えた追記に引用されている。Hanmannの記述は時代が下って、1734年刊行のZedlerのUniversallexikonのヴォルフラムの項目の基になった。このように、ヴァルトブルクの歌合戦の詩人、『パルチヴァール』の作者として語り継がれたヴォルフラムが、『ヴィレハルム』をも作ったことは狭い範囲でこそあれ伝承されたと言える。
時代をさかのぼるが、1334年ヘッセン方伯ハインリヒ2世は、『ヴィレハルム』+その「前史」・「続編」の挿絵つき大写本を作製させ、子孫が相続すべきものと定めた。時代が下って、ヘッセン・カッセル方伯フリードリヒ2世は、1777年古代の文学と芸術ばかりでなくヘッセンの歴史に関わる史的文書を探究する組織を設立した。この会の事務方を担当したWilhelm Johann Heinrich Caspersonは、一つの写本を復刻する形で『ヴィレハルム』を出版したが、無数の誤読を含んでいた。
『ヴィレハルム』を含むヴォルフラム全作品の学問的考究の基礎となったのは、カール・ラハマンの写本研究と校訂版の出版（1833年）である。彼は前述のように、ザンクト・ガレン本を底本にしたが、12個の完本写本の中の7本と10個の断片を利用した。一部底本から逸れ、他の写本との折衷処理をみせる個所と韻律上の規則性を高めようと無理をした個所が見られる。ラハマンより良い校訂版の刊行を目指したのがヴェルナー・シュレーダーを中心とするマールブルク・グループ（Willehalm-Arbeitsstelle）である。グループは12個の完本写本全てと50を超す断片を比較検討して校訂版を作成した（1978年）が、底本は変えなかった。ただ、ラハマンが語句を無理につなぎ合わせたり弱拍音を削除するなどして音節を少なくした個所は底本に近づけた。　扱った資料の多さを反映して「校異」を示すApparatは非常に充実したものになったほか、「外来語・借用語」と「名前」の一覧表が付加されて利用度のたかいものになった。Deutscher Klassiker Verlagの“Bibliothek deutscher Klassiker 69”として1991年に刊行されたヨアヒム・ハインツレによる版は、副題にあるとおり、ザンクト・ガレン本の翻刻版である。これには、現代ドイツ語による翻訳の他、詳しい注釈とその表、ヴォルフェンビュッテル写本中の挿絵（28頁）とその解説、「名前」の一覧表などが付され、原文の世界に近づきやすく、同時に、見るだけでも楽しい本造りになっている。
近代から現代に至るまで、ワーグナーの『パルジファル』を始めヴォルフラムの『パルチヴァール』は多くの優れた文芸・芸術作品を産み出す母体になったが（新しいところでは、1993年刊 Adolf Muschg の、千ページを超す大作 ,Der Rote Ritter‛）、『ヴィレハルム』はそのような生産性を示すことがなかった。ただ、「ドイツ中世の再発見者」とされるスイスの評論家ボードマー（Johann Jakob Bodmer, 1698-1783）は、1753年に『パルチヴァール』の翻案をヘクサメーターで著したが、『ヴィレハルム』にも強く惹かれて大胆な翻案をものにした。それは1774年刊行の,Wilhelm von Oranse‛で、古代ギリシアの『イーリアス』ばりの野心的な作品となった。
『ヴィレハルム』の完訳は、1873年出版のSan-Marte (Albert Schulz)による韻文訳が最初であり、続く1925年刊行、Theodor Matthiasの「詩人の精神において新たにした」（Im Geiste des Dichters erneuert）訳も、押韻はされていないが、各行とも4個の揚格をもつ韻文訳である。散文訳の最初は、Knorr/Fink訳（1941）であるが、誤訳が少なからずあった。その後深い学識に裏付けられたKartschokeの対訳本（1968）が現れた。氏は訳について、「たかだか、言語学的・文法的註解を続けたもの以上を目指していない」（Sie will nicht mehr sein als bestenfalls ein durchgehender sprachlich-grammatischer Kommentar）と謙遜しているが、並置された原文を理解するのに行き届いたものになっている。同様に対訳で示されたHeinzle訳（1991）は、原文と訳の行ごとの対応を強く意識し、両者の順序がずれる際には、訳の横に本文側の該当行が付記された。
Kartschoke訳の刊行とHeinzle訳のそれとの間に、Unger の韻文訳が現れた（1973）。ヴォルフラムの文体の魅力は、韻文という型ゆえにこそ許される自由な表現や押韻の多彩さに負うところが多いとの認識から、楽しめる訳を提供する意図から生まれた。
英語訳としては、Gibbs/Johnson訳（1984）がある。2024年には Danielle Buschinger et Alain Corbellariによるフランス語訳が刊行された。
日本語訳としては、「5.1 日本語訳」に記されたように、大学紀要に発表されたものだけがあったが、それを基に改訳した小栗友一監修訳が2024年に出版された。

#### 構成と文体
作品構成
物語の舞台は、戦場アリシャンツ―居城オランシェ―オルレンス―修道院―ムンレーウン―修道院―オルレンス―居城オランシェ―戦場アリシャンツと移っている。つまり、原拠となった『アリスカン』にすでに見られるシンメトリックな構成であるが、『ヴィレハルム』では、その鏡像的性格がより鮮明になっている。また、コンラート師の『ローラントの歌』が、その原拠『ロランの歌』に神への祈りのプロローグを追加したように、ヴォルフラムも神への祈りでこの作品を開いている。（そのような教化的あるいは宗教的要素は、主人公とその妻を聖人として呼びかけている個所を始め随所に見られる）
文体（語り口）
原拠となった『アリスカン』は、中世フランスの武勲詩一般に特有のレースによって構成されている。レース（laisse）とは、行末において同一の強勢母音あるいは強勢母音+子音を繰り返す詩行（前者が半諧音、アソナンス、後者が韻）からなり、同一の長さの詩句を不定数一つにまとめた構造体である。各詩句は10音綴である。
一方ヴォルフラムの『ヴィレハルム』は、4揚格（Vierheber）の短詩行が2行ずつ脚韻を踏む（Paarreim）、すなわちドイツ中世叙事詩で好まれ、ヴォルフラムの先輩ハルトマンらが用いた詩形からなっている。ヴォルフラムはリズムと押韻を様々に変化させているので、聴衆を飽きさせなかったであろう。一方、ヴォルフラムは新しい技法を開発している。それは、30行が意味的にまとまりのある詩節（Strophe）をなしていることである。この30行＝1詩節の区分法は、『パルチヴァール』第5巻以来採用され、『ヴィレハルム』では全面的に行われている（第2巻末のStrophe 57が唯一の例外で、30行に2行足りない）。この技法が新聞連載小説のような、「まとまりのある部分」と「部分の連続」という部分対全体の程よい調和関係をもたらしている。

#### 異教徒観と寛容、複眼的視点、「語り手」
1. 異教徒観と寛容
『ヴィレハルム』の内容で特記すべきことは、異教徒観と寛容の精神である。先行する『パルチヴァール』において示された、フェイレフィースら異教徒の描写における、信仰の違い以外に、キリスト教徒と差をつけずに叙述する姿勢は、対異教徒戦を扱う『ヴィレハルム』においても引き継がれる。具体的には、異教徒の戦士も、キリスト教徒と同じように、「勇敢」（manheit, ellen）、「誠実」（staete, triuwe）、「寛容」（güete）、「清廉潔白」（kiusche）などの美徳の持ち主と称揚され、信仰（キリスト教徒は三位一体の神/異教徒は神々への崇敬）と婦人への愛のために戦うとされている。例えば、ヴィヴィアン/ヴィーヴィーアンツに致命傷を負わせる異教徒の王は、原典の『アリスカン』では、「この世にこれほど卑劣な異教徒はいなかった」と蔑視されるのに対し、『ヴィレハルム』では、「その高い名声は/輝かしくも　汚名から守られていた。/女性奉仕にも意を用いていた」と賞賛の言葉を与えられている。
そして、異教徒の戦士も戦死すると、語り手にもキリスト教徒の婦人からもその死を惜しまれる。しかし、さらに鮮明な形で作者の異教徒観が示されている個所は、第6巻のギーブルクのスピーチと、それに呼応する第9巻の、ギーブルクの夫で物語の主人公ヴィレハルムの行動である。
第6巻では、異教徒との2度目の戦闘を前にしての会議の最後で、ギーブルクが諸侯や夫の一族に向かって弁じる。戦闘の生じた責任は自分にあると認め、諸侯に最初の戦闘で戦死したヴィーヴィーアンツの死の報復を、彼女自身の一族＝異教徒に対して果たすように要請する。しかし、異教徒が敗北した際には、「浄福が全うするような振る舞いをしてください。/愚かな女の申すことですが　お耳をかしてください。/神様の手づからの被造物に寛大な態度をとってください」と、異教徒にも敬意をもって接するようにと頼んでいる。
ギーブルクの考えでは、キリスト教徒も異教徒もすべて神の「手づからの被造物」である。「神の造られた最初の人間は異教徒」であり、旧約時代の預言者も方舟のノアも、異教徒ながら救われた。幼子イエスに贈り物を捧げた、東方の三博士も、「異教徒に間違いありませんが/永劫の罰を下されてはいません」。そればかりか、人類創造以来、「母親が洗礼を受けていても　生まれた子は/（洗礼前は）疑いなく異教徒なのです」。そして神は、「ご自分の殺害者を赦された」ほどの慈悲の持ち主である。それゆえ、「神様がかの地で皆様に　勝利を授けられたあかつきには/戦場において　異教徒に情けある態度をとってください」と訴えたのである。
戦闘に勝利した後、ヴィレハルムが異教徒相手にとった措置は、ギーブルクの頼みに応じたものである。彼は、捕虜となった敵のマトリブレイス王を自由の身にし、「亡き王侯をキリスト教徒の地から連れ帰り/その宗旨に則り　懇ろに埋葬」するように依頼する。そして、敵の総大将テラメールに対して、その「好意と/厚誼を得るため　あえて奉仕を願い出ましょう」と友好的な態度を示している。ヴォルフラムの原典となった『アリスカン』を含むギヨームの武勲詩群、また武勲詩の最高傑作『ロランの歌』とそのドイツ語への翻案であるコンラート師『ローラントの歌』等において常識として共有されている、異教徒＝悪魔の仲間、地獄落ちが必然の世界観と際立った対照をなしている。
もっとも、武勲詩においても、キリスト教徒の側に、異教徒に対する敬意が見られる個所が例外的にあるとの指摘がなされている。すなわち、12世紀末グランドール・ド・ドゥエ（Graindor de Douai）によって書き直された『イェルサレムの歌』（Chanson de Jérusalem）は、第一次十字軍がアンティオキア奪取後、聖地を占領するまでの苦闘を描いた作品であるが、ゴドフロワ・ド・ブイヨンを中心とするフランク軍と対峙するイスラム軍を率いたのは、イェルサレム王子コルニュマランであった。王子は「ヨーロッパ君主たちの連合軍と堂々と渡り合い、敵ながらあっぱれと感嘆させるにいたるイスラム側の英雄である」。ゴドフロワの弟ボードワンはついにこの強敵を倒した際、王子の遺体から取り出された大きな心臓に驚き、「もしも彼がキリスト教徒だったなら、これほど高貴な者はいなかった」と嘆き、この「騎士」を貴重な布で包み、「敬意をこめて」埋葬させたと。
なお、第1回十字軍の年代記においても、異教徒であるトルコ人の「勇気、武勇、力」が、かれらがキリスト教を信じるならば、「かれらよりも強く、勇敢で、戦いに長けた者たちを見いだすことはできないであろう」と高く評価されている。もっとも、同じ年代記には、キリスト教徒側の兵士は、戦死し埋葬されたトルコ兵の「墓を掘り起こし、破壊し、死体を引き出し、その後に死体のすべてを濠の中に投げ入れ、正確な数の把握のために切った首を天幕へ運んだ」とする、異教徒に対する敬意の一かけらも見いだせない記述もある。
2. 複眼的視点
ヴォルフラムはこの作品でキリスト教徒と異教徒の間の戦いを一方の視点ではなく、両方の視点から重層的に描写している。キリスト教界において、聖界の長がローマ教皇であり、俗界の長は、「ローマの太守」たるローマ皇帝/王である。『ヴィレハルム』においては、その図式が異教界に投影され、異教界の聖界の長は、バグダッドのカリフ（ヴォルフラムでは、バルダクのバールク、Baldacのbâruc）、その俗界の長は、「バグダッドの太守」たるアドミラート（admirât諸王の上の大王）である。
キリスト教界と異教界の両世界を対比させる視点は、原典にはないヴォルフラム独自の視点の取り方である。ヴィレハルムはこうして、2度目の戦闘では、『ローラントの歌』で異教徒の総大将を打ち破ったカール大帝の実質的後継者として、異教徒の俗界における最高権力者と戦う役目を担っている。
3. 「語り手」（Der Erzähler）
すでに『パルチヴァール』において重要な役割を果たした「語り手」は、『ヴィレハルム』でも健在である。「語り手」は、プロローグで、あの『パルチヴァール』を語ったヴォルフラムであると、名乗り、その作品に毀誉褒貶のあったことを伝えている。その際、「原典の教えるままに語った」と、弁明のニュアンスを含む物語作者としての姿勢を明らかにしている。ところが、今度の作品執筆にあたっては、一歩進んで自分の「知恵」（sin）に拠る知識能力（kunst）を駆使しているとの認識を示す。「御力｛みちから｝を認識するものは私の「知恵」です/書物に書いてあることからは/何ひとつ学んでいません/「知恵」に頼るほか　教えられたことがありません/私の知識能力は「知恵」が与えてくれました」
そのような自信から『語り手』は原典そのものにさえ記述の間違いがあると非難している。拠って立つフランス語による原典を批判さえする「語り手」ではあるが、そのフランス語力を謙遜する場合もある。「宿営は「ロイシエルン」と言う。それくらいはフランス語が分かる。/無粋なシャンパーネ人だって　私がどれほどフランス語を喋れるにしろ/私よりは巧い。それに　この物語を翻訳してあげている皆様に/どんなに迷惑をかけているかは　ご覧のとおりだ。/なにしろ　私のドイツ語ときたら　ところどころ　ひん曲がっていて」とフランス語の能力と作品の分かりづらさについて謙遜のポーズをとっている。
「語り手」はまた次のように、事件に直接かかわる感想をもらす。オルレンスの代官は、ヴィレハルムから関税を徴収しようとして殺されたが、「代官の受理した税は　たとえ　すぐお隣の戸口で頂けようと/どんなお方のためであれ　私はまっぴらご免だ。/代官は首の長さぶん　短くされたのだ」。「語り手」は、この不運な場面を強調すると同時に、聴衆も自分の気持ちに同調させているのだろう。
物語の主人公夫妻が困苦の後の抱擁にいたる場面では、「語り手」も自分も同じ振る舞いをしたであろうと、後朝の歌の名手たる作者そのままの「腹の座った」立ち位置にいる。「語り手」のコメントによって聴衆は、夫婦の性愛の称揚に導かれる。「彼女は彼をやさしく抱擁した。/いまは　戯れの時だろうか。/何と言ったらいいだろう。/両人が　自分の自由になるものに/手を伸ばそうとすれば/彼女はぐずぐずと拒むことなどなかった。/彼は彼女のもの　彼女は彼のものだった。/私とて　自分のものに手をふれるのは　当然だ。/二人は愛しみをこめて抱きあったまま　パルマート絹の褥に倒れ込んだ。/女王は　ちっちゃな鵞鳥の雛を捕まえた感じで/柔らかく　しなやかだった」
「語り手」はさらに、この作品の最重要テーマに踏み込んで発言している。異教徒を描写して、「家畜のように斃れた」とあらわし、キリスト教徒は異教徒を「犬のように戦場から打ち払った」と異教徒を「犬畜生」に譬える人間蔑視の『ローラントの歌』に、それとなく反撃するかのように、「キリスト教を知ることのなかった者を/家畜のように殺したのは　罪であろうか。/大罪だと私は思う。/七十二の民はことごとく神の御手の創られたものである」と、ギーブルクの「寛容」の訴えに呼応する立場を表明している。作中人物の言行だけでなく「語り手」の聴衆への疑問と答えは、聴衆を当時の常識とは異なる思想への共感とまでいわなくとも、考慮へと誘う効果があったのではないだろうか。物語と聴衆をつなぐ「語り手」という役の活躍はヴォルフラム特有である。図式的には　作者―（「語り手」+物語）―聴衆　となろうか。
『ヴィレハルム』の十字軍文学としての特徴を重層的に捉えるためには、1.中世ドイツの他の十字軍文学作品、2.それらの原拠となったフランスの作品、3.実際の十字軍の記録、4.アラブ側から見た十字軍像、5.十字軍を素材とする後代の文学作品との比較などが必要だろう。

### ミンネリート
ヴォルフラムはさらに9編のミンネリートを著した。その中の2編は『パルチヴァール』と『ティトゥレル』を伝えるミュンヘン州立図書館所蔵写本Cgm19（1250年頃）に記載され、他の7編はミンネザングの重要な三つの歌謡写本に伝えられている。すなわち小ハイデルベルク歌謡写本（1270-1275年頃）に2編、大ハイデルベルク歌謡写本（1300年頃、「マネッセ写本」）に7編、ヴァインガルテン歌謡写本（14世紀初め）に3編収録されているが、小ハイデルベルク歌謡写本の2編もヴァインガルテン歌謡写本の3編も大ハイデルベルク歌謡写本の伝える歌と重複している。
ヴォルフラムによる9編のミンネザングのうち5編が「後朝（きぬぎぬ）の歌」（Tagelied）であり、残りの4編が「求愛の歌」（Werbelied）である。そして前者「後朝の歌」は、このジャンルの最高峰をなすものである。
以下では、全 9編のミンネザングを「後朝の歌」と「求愛の歌」 に分けた上で、Moser/Tervooren: Des Minnesangs Frühling, Stuttgart 1977の番号順に9編の歌の最初の1ないし2行だけを示し、代表的な歌についてはその概要を記す。

#### 後朝の歌（Tagelied）
第1歌：禁断の愛の一夜を共にした騎士と貴婦人が、暁の到来を告げる夜警の歌を契機に、別離を嘆きつつ激しく燃えあがる様をドラマティックに歌い上げた作品。
第2歌：騎士を城主夫人の許に案内した夜警だが、明け方になり、夫人に、愛する騎士を立ち去らせるように強く薦める。夫人はそれに反駁するものの男を行かせなくてはならない。別れる前に二人は激しく求めあう。男女に別れをもたらす暁を「そのかぎ爪で雲を突き破り、ぐんぐん登ってゆく」怪獣に譬える、その大胆な比喩の放つ切迫感、それに夜警と奥方とのせめぎ合いの応答が魅力的な作品。この迫力のある比喩は、13世紀の詩人 Ulrich von Türheim だけでなく、現代の詩人・評論家ハンス・マグヌス・エンツェンスベルガー（Hans Magnus Enzensberger; 1929- ）によっても、詩集『狼たちの弁護』（verteidigung der wölfe;1957）所収の詩「ユートピア」（utopia）において引用されている。Heinzleは、Ulrichによる引用の価値を、ヴォルフラムの歌が伝承写本の少なさから想像する以上に広まっていた証拠になるとみなしている。
第4歌：詩人は最初に、「人目をしのぶ愛の嘆きを」歌ってきた夜警に、黙れ！　と命じ、そのあと、「天下晴れての女房殿」との交歓ならば、身の危険への不安も別離の悲しみもないと歌い、後朝の歌に訣別を告げる歌。また、質問者の「人目を忍ぶ愛と公然と楽しめる愛のどれが幸せか」のような問題提起に答える一種のディベート歌ととらえる解釈もありえる。

#### 求愛の歌（Werbelied）
第3歌：この歌だけを読むと、内容も形式も平板な凡作にしか思えないが、仔細に用語を検討すると、同時代の有名な歌に対するパロディと捉えることができる。当時人気絶頂の二人の叙情詩人ラインマル（MF 159,1）とヴァルター（L 111,22）は、崇拝する貴婦人をめぐって歌で競い合ったが、ヴォルフラムは後者の作品を茶化しつつ両者をやり込めている。
大ハイデルベルク歌謡写本（1300年頃、その後1330/35年まで追加；「マネッセ写本」）Blatt 219 v に描かれた Klingsor von Ungarlandの「肖像画」は、伝説の「ワルトブルクの歌合戦」の模様―主宰者夫妻と歌人たち―を描出しているが、その歌人の一人がヴォルフラムである。
14・15世紀の「職匠歌」(Meistergesang)の写本では、いくつかの「歌の調べ」(Ton) がヴォルフラムに帰せられている。

## 文体
ヴォルフラムの文体は、ゴットフリート・フォン・シュトラースブルクが「物語を内容と表現とで、内も外もくまなく彩り、飾ることができ・・・」、「彼の水晶のような言葉は常になんと濁りなく澄んでいるのであろう！」（石川敬三訳）と讃美したハルトマン・フォン・アウエらの文体とは全く異質である。
　ヴォルフラムは、聞き手の好奇心に逆らい、謎のような譬えで愚弄し、注意力を試したり、異質なもの、相互に関係のないものを並列させて文体の統一を破り表象をかき乱す。文法を無視した語法、常識を破った比喩とグロテスクな対立、それにユーモアを織りまぜ、エロチックな描写をさしはさむ。また、聞き手に対する呼びかけ、「語り手」の意見の開陳と自身の戯画化なども、作者の強い個性を感じさせる。それゆえに、ヴォルフラムはゴットフリートに、「兎にも似て落ち着きがなく、言葉の園で口から出まかせの言葉を吐いて、いたずらに高く跳ね上がったり、遠くまでさまよったりすることを好（む）」（石川敬三訳）と酷評されたのも納得がいく。
　しかし、聞き手の好奇心を高め物語の進行に巻き込んで、〔語り手〕〔登場人物・物語〕〔聞き手〕の三者が相互に積極的に関わり、ときに応答するダイナミックな物語の享受の方法を開拓した先駆者であること、その迫力、独創性ゆえに模倣者を多数輩出したことは疑いえない。現代の我々も、比喩の奇抜さ、筋の複雑さゆえにこそヴォルフラムに惹きつけられるのである。

## 影響
ヴォルフラムは中世ドイツの詩人の中で、後世に対する影響力が最も大きい詩人である。それは他の詩人たちをはるかに凌駕している。まず、作品を伝える写本の多さに驚かされるが、さらに賛否両論の評価、詩人自身と作品の登場人物への言及と作品からの引用、作品の翻案・改作・独創的な受容などが同時代から現代にまで連綿と続いている。Bernd Schirok は Joachim Heinzle (Hrsg.): Wolfram von Eschenbach. Ein Handbuch. Bd. 1, De Gruyter, Berlin/Boston 2011, S. 49-63 において、1201年から1697年までの関連作品（文芸作品だけでなく年代記なども含む）を列挙しているが、その数は139にまで及ぶ。
リヒャルト・ワーグナーのオペラ「タンホイザーとヴァルトブルクの歌合戦」によって知られている詩人タンホイザー（活躍時期1228/29-1256/66）は、「恋の難題」を歌った歌で、パルチヴァールの父ガハムレトのカンヴォレイスでの槍試合（『パルチヴァール』第3巻）に言及している。
13世紀後半から14世紀初頭にかけて活躍した格言詩の名手フラウエンロープ（1318没）は、「ヴォルフラムを師と讃え」、さらにヴォルフラムが己には欠けている、と言明した「学識」を礎に新しい表現形式で「師の歌を凌駕しようとした」が、「その意識を強めれば強めるほど、一層ヴォルフラム流の表現形式の虜になった」。
現代最もよく知られているヴォルフラム像の形成に大きな役割を果たしたのは、13世紀の『ワルトブルクの歌合戦』（Wartburgkrieg または ''Sängerkrieg auf der Wartburg''）と称される作品である。テューリンゲン方伯 (Landgraf von Thüringen) の宮廷で歌人たちが、諸侯のなかでだれが最高の美徳（「気前良さ」）を備えているかを競い合って歌い上げる場面で、ハインリヒ・フォン・オフターディンゲン（Heinrich von Ofterdingen）がオーストリア公（Herzog von Österreich）を称賛したのに対し、ヴァルター・フォン・デア・フォーゲルヴァイデがテューリンゲン方伯を見事に賛美して彼を打ち負かす。ヴォルフラムも登場し、彼を叱責する。オフターディンゲンは、ハンガリーに行き、黒魔術を使うクリングゾール（Klingsor）を味方として連れてくる。クリングゾールはテューリンゲンの宮廷でヴォルフラムと歌による謎解きゲームを行い、脱帽するというものである。
上記「ティトゥレル」の節で触れたアルブレヒトは『新ティトゥレル』において、ヴォルフラムを自作の「語り手」として登場させている。13世紀末期の、無名のバイエルンの詩人も『ローエングリーン』においてヴォルフラムを作中人物として登場させる。舞台はテューリンゲン方伯の宮廷。クリングゾール（ヴォルフラムが『パルチヴァール』で言及した人物）がヴォルフラムとおこなう謎解きゲームが導入となってヴォルフラムがローエングリーンの物語を語るという手の込んだ構造の作品。ヴォルフラムはその際、主君（ヘゲリンゲンの王）のために求婚の使者に立ったホーラントがアイルランドの王女ヒルデの御前で歌う姿に比せられている。これは、『ローエングリーン』の聴衆にとっては周知の叙事詩『王女クードルーン』の印象的な場面である。
中世後期からルネサンス期にかけて栄えたマイスタージンガーの「職匠歌」（Meistersang）の世界では、ヴォルフラムは12人の「職匠歌」の創始者（Alte Meister）の一人に数えられている。
ヴィルヘルム・ラーベ（1831-1910）は、15世紀前半のニュルンベルクを舞台とする短篇『帝国の王冠』（Des Reiches Krone 1870年）を書いたが、そこでは語り手の友人で物語の主人公ハンス・グローラントがヴォルフラム、ヴァルター、フラウエンロープを手本に恋人のための歌を作ろうとしている。
バイエルンの貴族ヤーコプ・ピューテリヒ・フォン・ライヒャーツハウゼン（Jakob Püterich von Reichertshausen；1400頃-1469）は宮廷叙事詩等の写本の熱心な収集家で、同好の士と文学サークルを結成していたが、ヴォルフラム・フォン・エッシェンバッハは彼にとって最も重要な詩人であり、彼は詩人の墓を、今日出身地とされる地の聖母教会 (Frauenkirche/Liebfrauenmünster) に探し出したとし、その掃苔記を『表敬書簡』（ Ehrenbrief 、1462年）に記した。
『パルチヴァール』は、15世紀にはじまる活版印刷の時代になって書物として出版された。そしてこの題材は、リヒャルト・ワーグナーのオペラ『パルジファル』（独: Parsifal）の台本執筆の原案となった（ワーグナーは1836年刊行の San-Marte (Albert Schulz) の訳と1842年初版の Karl Simrock 訳を利用）。ワーグナーはまた、オペラ『タンホイザーとヴァルトブルクの歌合戦』においてヴォルフラムを歌手として登場させている。『パルチヴァール』から、現代のドイツ語圏の重要な作家の一人ムシュクによって一種のパロディが産み出されたことは、上で触れた。ヴォルフラムの『パルチヴァール』は現代の学校教育において教材とされている。また、ミュンヘン・シュタイナー学校（自由ヴァルドルフ学校）の高学年でのエポック授業（数週間集中方式）で『パルチヴァール』がテーマになり、自我の形成のための優れた教材になっている。
『ティトゥレル』の断片は、中世後期に多大な影響を及ぼした。この断片を核に13世紀アルブレヒトなる人物が長大な作品を著し、多数の写本が製作されたことが大きく作用した。かつてその人物はアルブレヒト・フォン・シャルフェンベルクとみなされたが、今日多くの研究者はこの見解に疑問を抱いている。ともあれ、アルブレヒトによる『新ティトゥレル』（ドイツ語: Der Jüngere Titurel）は長い間ヴォルフラム自身の作品と見なされ、最も重要な騎士物語詩人としての彼の名誉をいっそう高めるのに寄与したことは疑いない。なお、「ティトゥレル詩形」（'Titurel'-Ton）は14世紀のHeinrich von Mügelnという詩人も一編のラテン語の歌のために使っている。

## 作品
- Karl Lachmann: Wolfram von Eschenbach. 6. Ausgabe. Walter de Gruyter & Co.,  Berlin/Leipzig, 1926 (原文、全作品)
- Wolfram von Eschenbach. Hrsg. von Albert Leitzmann. 5 Hefte. Niemeyer, Halle/Tübingen:  (ATB 12-16). (原文、全作品)
- Wolframs von Eschenbach Parzival und Titurel, herausgegeben von Karl Bartsch, (=Deutsche Klassiker des Mittelalters, Band 19), Leipzig 1935
- Wolfram von Eschenbach: Parzival, Mittelhochdeutsch und Neuhochdeutsch, nach der Ausgabe von Karl Lachmann, übersetzt von Wolfgang Spiewok, Band 1 und 2, (レクラム文庫 3681, 3682), Stuttgart 1981（対訳本）
- Wolfram von Eschenbach: Parzival, übersetzt von Dieter Kühn, 1994 (現代ドイツ語訳)
- Wolfram von Eschenbach: Parzival. Studienausgabe. Mhd. Text nach der sechsten Ausgabe von Karl Lachmann. Übersetzung von Peter Knecht. Walter de Gruyter Verlag, Berlin/New York, 1998.　（対訳本）
- Wolfram von Eschenbach: Parzival, auf der Grundlage der Handschrift D hg. von Joachim Bumke. Niemeyer, Tübingen, 2008 (ATB 119). (D写本を底本とする)
- Wolfram von Eschenbach: Titurel. Lieder, Mittelhochdeutscher Text und Übersetzung, herausgegeben von Wolfgang Mohr, (=Göppinger Arbeiten zur Germanistik Nr. 250), Kümmerle, Göppingen 1978 (原文、現代ドイツ語の韻文訳、『ティトゥレル』についての解説)
- Wolfram von Eschenbach: Willehalm. Nach der gesamten Überlieferung kritisch herausgegeben  von  Werner Schröder. Walter de Gruyter Verlag, Berlin/New York , 1978 (原文、外来語・借用語一覧、人名・地名表)
- Wolfram von Eschenbach: Willehalm. Text der Ausgabe von Werner Schröder. Völlig neubearbeitete Übersetzung, Vorwort und Register von Dieter Kartschoke,  Walter de Gruyter Verlag, Berlin/New York, 1989 (原文、現代語訳、人名・地名表)
- Wolfram von Eschenbach: Titurel. Reinhold Wiedemann (Gesang) und Osvaldo Parisi (Laute), KOCH International GmbH, 1995 (見事に歌として復元された『ティトゥレル』のCD)

- puella bella - ヴォルフラムのミンネリート2編:
  - Den morgenblic bî wahtaeres sange erkôs (L 3,1)
  - Guot wîp, ich bitte dich minne (L 9,1)

### 日本語訳
- ヴォルフラム・フォン・エッシェンバハ『パルチヴァール』(加倉井粛之、伊東泰治、馬場勝弥、小栗友一 訳) 郁文堂 1974年 ISBN 4-261-07118-5。改訂第5刷 1998年。最初の日本語散文訳。1974年 第11回 日本翻訳文化賞受賞。日本図書館協会選定図書。この訳書は、「郁文堂・中世ドイツ文学叢書」全6巻の最初の書物となった。
- ヴォルフラム・フォン・エッシェンバハ『ヴィレハルム・ティトゥレル・叙情詩』（小栗友一監修訳）鳥影社　2024年　ISBN 978-4-86782-063-6[58]。この訳書は、下記の、大学紀要に発表された伊東泰治・馬場勝弥・小栗友一・有川貫太郎・松浦順子による3件の共訳に基づいている。
- 須澤通著『ヴォルフラム・フォン・エッシェンバハ　パルツィヴァール : 抜粋・訳注』1987年 大学書林 ISBN 978-4475014717
- 高津春久編訳『ミンネザング（ドイツ中世叙情詩集）』1978年　郁文堂 0097-71730-0312. ISBN 4261071371. 13-23頁にヴォルフラムの後朝の歌3篇の邦訳と解説。363頁に作者についての解題。この書は、「郁文堂・中世ドイツ文学叢書」の第3巻で、日本図書館協会選定図書。
- ヴェルナー・ホフマン・石井道子・岸谷敞子・柳井尚子訳著『ミンネザング（ドイツ中世恋愛抒情詩撰集）』2001年 大学書林 ISBN 4-475-00919-7. C 0084. 142-155頁にヴォルフラムの後朝の歌3篇の対訳と注。
- ヴォルフラム・フォン・エッシェンバハ「ヴィレハルム」（伊東泰治・馬場勝弥・小栗友一・有川貫太郎・松浦順子訳）第1・2巻〔名古屋大学教養部　紀要　17輯　1973〕、第3巻〔同上　18輯　1974〕、第4巻〔名古屋大学教養部　紀要Ｃ（外国語・外国文学）　19輯　1975〕、第5巻〔同上　20輯　1976〕、第6・7巻〔名古屋大学教養部・名古屋大学語学センター　紀要Ｃ（外国語・外国文学）　21輯　1977〕、第8巻〔同上　22輯　1978〕、第9巻〔同上　23輯　1979〕（有川は第3巻から、松浦は第5巻から）
- ヴォルフラム・フォン・エッシェンバハ「ティトゥレル」（伊東泰治・馬場勝弥・小栗友一・有川貫太郎・松浦順子訳）（1）〔名古屋大学総合言語センター『言語文化論集』1巻、1980.3〕。（2）〔同上　2巻・1号　1980.12〕
- 伊東泰治・馬場勝弥・小栗友一・有川貫太郎・松浦順子著「ヴォルラムの叙情詩―TageliederとWerbelieder―」〔名古屋大学総合言語センター『言語文化論集』4巻・2号　1983〕（叙情詩9篇の邦訳と解説）